# 懲教署
香港懲教署（縮寫：HKCSD或CSD）是保安局轄下編制的其中一支紀律部隊，專門負責羈管以及提供更生服務。現任懲教署署長為黃國興 （页面存档备份，存于），領導近7,000名懲教人員。

## 歷任首長
監獄長（Sheriff of the Gaol, Governor of the Gaol）
- 威廉·堅恩（William Caine）（1841年－1845年）
- 奚禮爾（C. B. Hillier）（1846年）
- C. G. Holdforth（1847年－1850年）
- William Mitchell（1851年－1857年）
- A. L. Inglis（1857年）
- 薛高（Joseph Scott）（1857年－1863年）

監獄監督（Superintendent of Victoria Gaol）
- 杜格倫（Francis Douglas）（1863年－1874年）
- 李斯達（Alfred Lister）（1874年－1875年）
- 杜老誌（Malcolm Struan Tonnochy）（1875年－1885年）
- 哥頓少將（Alexander Herman Adam Gordon）（1885年－1892年）
- 李明志（Henry Bridgman Henderson Lethbridge）（1892年－1897年）
- 梅含理，CMG（Francis Henry May）（1897年－1902年）
- 白德理（Francis Joseph Badeley）（1902年－1913年）
- 麥西，OBE（Charles McIlvaine Messer）（1913年－1920年）
- 范克倫，OBE（John William Franks）（1920年12月31日－1938年6月16日）［ 1921年，監獄首長由 Superintendent of Victoria Gaol 更改為 Superintendent of Prisons ，人員編制及財政安排均獨立於警隊，從此香港監獄發展正式踏入新紀元。[1][2][3][4][5]］

監獄署署長（Commissioner of Prisons）
- 韋國斯，DSO，MC（James Lugard Willcocks）（1938年－1941年）
- 施靈福（William Shillingford）（1946年－1951年）
- 柏特（John Tunstall Burdett）（1951年－1953年）
- 樂文，CBE（Cuthbert James Norman）（1953年－1968年）
- 白傑德，ISO（Gilbert Roy Pickett）（1968年－1972年）
- 簡能，CBE（Thomas Gerad Garner）（1972年－1982年）

懲教署署長（Commissioner of Correctional Services）
- 簡能，CBE（Thomas Gerad Garner）（1982年－1985年）
- 陳華碩，ISO（1985年－1990年）： 首位華人署長 [6]
- 麥啟紓，OBE，QPM，CPM，JP[7]（Frederic Samuel McCosh）（1990年－1995年）
- 黎明基，SBS，MBE，JP（1995年－1999年）
- 伍靜國，SBS，MBE，QPM，CPM，JP[8]（1999年3月－2002年12月）
- 彭詢元，SBS，CSDSM（2003年1月－2006年7月）
- 郭亮明，SBS，CSDSM（2006年7月－2010年9月）
- 單日堅，SBS，CSDSM，JP（2010年9月－2014年12月）
- 邱子昭，SBS，CSDSM（2014年12月－2017年8月）
- 林國良，SBS，CSDSM（2017年8月－2018年11月）
- 胡英明，SBS，CSDSM（2018年11月－2022年3月）
- 黃國興，CSDSM（2022年3月－）

## 職級(截至2025年第一季)

#### 懲教職級
| 所屬職級               | 中文名稱                                             | 英文名稱（縮寫） | 描述                                                                           | 薪酬 | 編制 |
| ---------------------- | ---------------------------------------------------- | --- | ------------------------------------------------------------------------------ | ---- | ---- |
| 首長級 (Directorate)   |                                                      | |                                                                                |      |      |
| 懲教署署長             | Commissioner of Correctional Services (CCS)          | 編制上設有一位署長。 | 紀律部隊首長級第四級，即等同首長級第六級 (D6)                                  | 1    |      |
| 懲教署副署長           | Deputy Commissioner of Correctional Services (DC)    | 編制上設有兩位副署長。 | 紀律部隊首長級第三級，即等同首長級第三級 (D3)                                  | 2    |      |
| 助理署長               | Assistant Commissioner of Correctional Services (AC) | 行動處／更生事務處／人力資源處／服務質素處各一，共四位。 | 紀律部隊首長級第二級，即等同首長級第二級 (D2)                                  | 4    |      |
| 總監督                 | Chief Superintendent (CS)                            | 包括總監督在內，此職級或以上的官員是「首長級官員」(Directorate Officers)。荔枝角收押所／赤柱監獄各一，共兩位。                                                                                            | 紀律部隊首長級第一級，即等同首長級第一級 (D1)                                  | 2    |      |
| 主任級 (Officer)       |                                                      | |                                                                                |      |      |
| 高級監督               | Senior Superintendent (SSupt)                        | 高級監督通常為懲教院所的主管（荔枝角收押所和赤柱監獄除外）。高級監督是在懲教主任/監督職系當中，是最高的非首長級官員職級。                                                                                 | 一般紀律部隊人員（主任級）薪級表第38 - 40點                                    | 17   |      |
| 監督                   | Superintendent (Supt)                                | 監督通常為懲教院所的主管或副主管。 | 一般紀律部隊人員（主任級）薪級表第34 - 37點                                    | 42   |      |
| 總懲教主任             | Chief Officer (CO)                                   | 「三粒花」。包括總懲教主任在內，此職級或以上的官員是「高級官員」(Senior Officers)。 總懲教主任通常為懲教院所的副主管或單位主管。                                                                          | 一般紀律部隊人員（主任級）薪級表第28 - 33點                                    | 75   |      |
| 高級懲教主任           | Principal Officer (PO)                               | 「兩粒一瓣」。懲教主任在通過升級考試（俗職「PO試」）、累積一定年資、表現優秀而且有空缺時，可獲晉升為高級懲教主任，為部屬人員(Subordinate Officers) 的最高級官員。高級懲教主任通常為值日官或區域值日主管。 | 一般紀律部隊人員（主任級）薪級表第23 - 27點                                    | 262  |      |
| 懲教主任               | Officer (OFFR)                                       | 「兩粒花」、「幫辦」。懲教主任由入職起累積三年年資（在部份情況，兩年）後，通過試用期，就由「一粒花」改為「兩粒花」。懲教主任通常為區域值日主管或小隊值日主管。                                            | 一般紀律部隊人員（主任級）薪級表第9（學士學位持有者） - 22點                   | 688  |      |
| 懲教主任（試用期）     | Officer (OFFR) (Probationary)                        | 「一粒花」、「朱粒」、「幫辦」 。在其他紀律部隊的相同職級如警務督察、消防隊長、海關督察、入境事務主任、救護主任等等。須在懲教署職員訓練院接受26星期入職訓練。懲教主任通常為區域值日主管或小隊值日主管。   | 一般紀律部隊人員（主任級）薪級表第9（學士學位持有者） - 22點                   | 同上 |      |
| 員佐級 (Rank and File) |                                                      | |                                                                                |      |      |
| 一級懲教助理           | Assistant Officer I (AOI)                            | 俗稱「沙展」。除警察外，頂薪與其他紀律部隊的員佐級最高職級的頂薪（如海關總關員、消防總隊目、救護總隊目、總入境事務助理等等）相同。                                                                        | 一般紀律部隊人員（員佐級）薪級表第17 - 32點                                    |      |      |
| 二級懲教助理           | Assistant Officer II (AOII)                          | 除警察外，頂薪與其他紀律部隊的相同職級的頂薪（如海關關員、消防員、救護員、入境事務助理等等）相同。 | 一般紀律部隊人員（員佐級）薪級表第3 - 16點(長期服務增薪點: 第17,18,19,20,21點) |      |      |

#### 首長級職位(截至2025第一季)
現時，懲教署設有12個首長級職位，包括：
1個署長、2個副署長、4個助理署長、1位政務秘書、2位總監督和1位總經理（工業及職業訓練）、1位首席行政主任。

#### 非首長級職員(截至2025第一季)
現時，懲教署設有17個高級監督職位，包括：
- - 1.高級監督(整合科技)/整合科技組
  - 2.高級監督(工程及策劃)/工程及策劃組
  - 3.高級監督(人力資源)/人力資源組
  - 4.高級監督(職員訓練院院長)/懲教署職員訓練院
  - 5.高級監督(健康護理)/健康護理組
  - 6.高級監督(懲教行政)/懲教行政
  - 7.高級監督(懲教行動)/懲教行動組
  - 8.高級監督(喜靈洲)/喜靈洲
  - 9.高級監督/押解及支援組
  - 10.高級監督/荔枝角收押所
  - 11.高級監督/羅湖懲教所
  - 12.高級監督/石壁監獄
  - 13.高級監督/赤柱監獄
  - 14.高級監督/小欖精神病治療中心
  - 15.高級監督/塘福懲教所
  - 16.高級監督(服務質素)/服務質素組
  - 17.高級監督(更生事務)/更生事務組

其他職級
- - 懲教事務監督（工業及職業訓練）
  - 總工業主任（工業及職業訓練）
  - 高級工業主任（工業及職業訓練）
  - 工業主任（工業及職業訓練）
  - 工藝導師（工業及職業訓練）
  - 工藝教導員（工業及職業訓練）
  - 工藝教導員（膳食）

## 懲教設施
香港懲教署負責管理28間懲教設施，包括各懲教院所、中途宿舍及公立醫院羈留病房等。2018年，各懲教院所平均每日在囚人口為8303人。

## 裝備

### 低殺傷力武器
| 型號                      | 產地 |
| ------------------------- | ---- |
| Pepperball VKS胡椒球彈槍  | 美国 |
| 法德魯防暴槍              | 美国 |
| Tippmann 98 Custom 漆彈槍 | 美国 |
| Pepperball TCP胡椒球彈槍  | 美国 |
| Penn Arms GL-1榴彈發射器  | 美国 |
| Def-Tec 37毫米榴彈發射器  | 美国 |

### 實彈槍械
| 型號                          | 類型     | 產地           |
| ----------------------------- | -------- | -------------- |
| 史密斯威森M10左輪手槍         | 左輪手槍 | 美国           |
| 雷明登870泵動式霰彈槍         | 霰彈槍   | 美国           |
| UTS-15泵動式霰彈槍            | 霰彈槍   | 土耳其         |
| SIG Sauer MPX SBR半自動卡賓槍 | 步槍     | 美国           |
| 儒格Mini-14半自動步槍         | 步槍     | 美国           |
| 柯特AR-15半自動步槍           | 步槍     | 美国           |
| 柯爾特LE6940半自動步槍        | 步槍     | 美国           |
| 56式半自動步槍                | 步槍     | 中华人民共和国 |

## 車輛

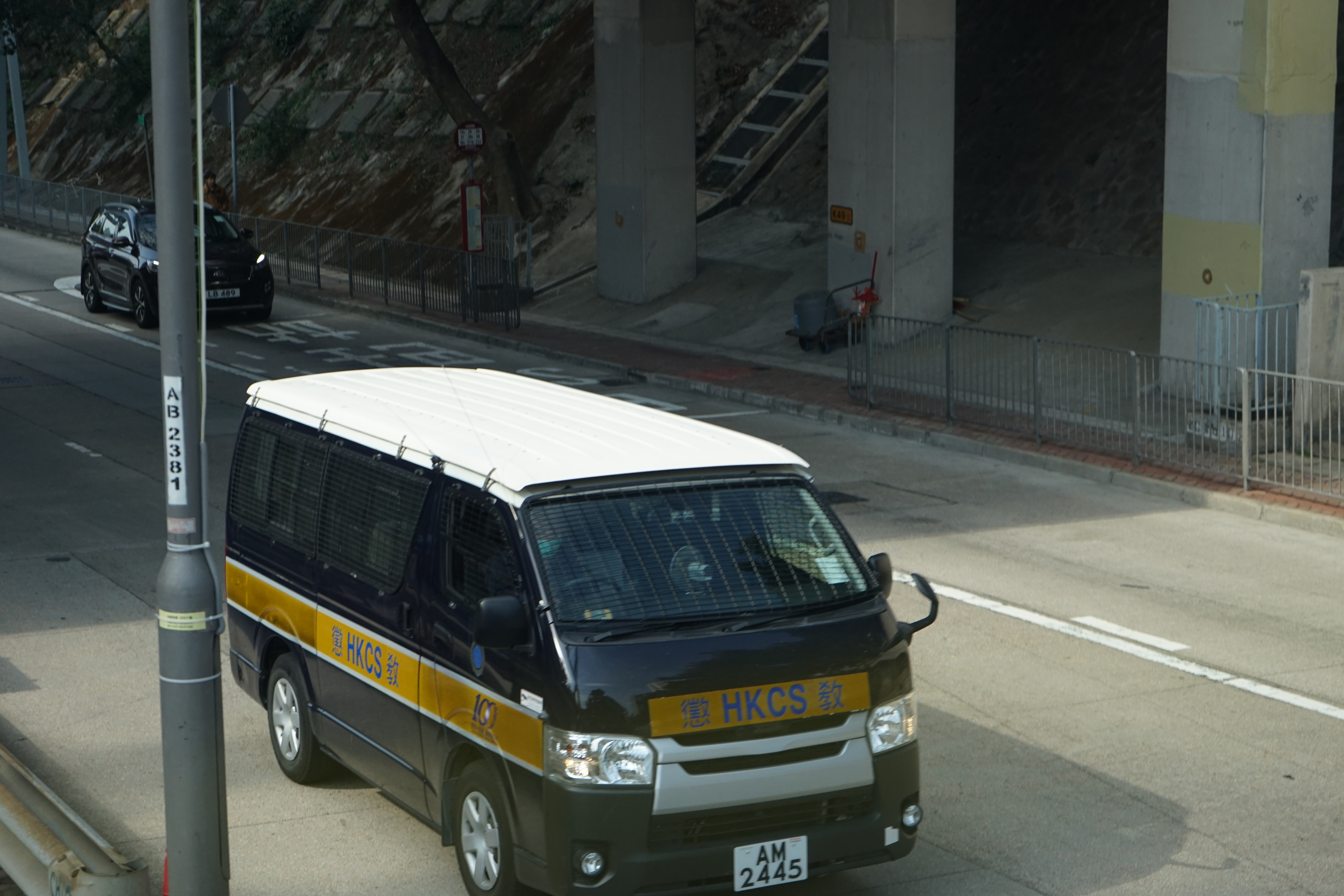
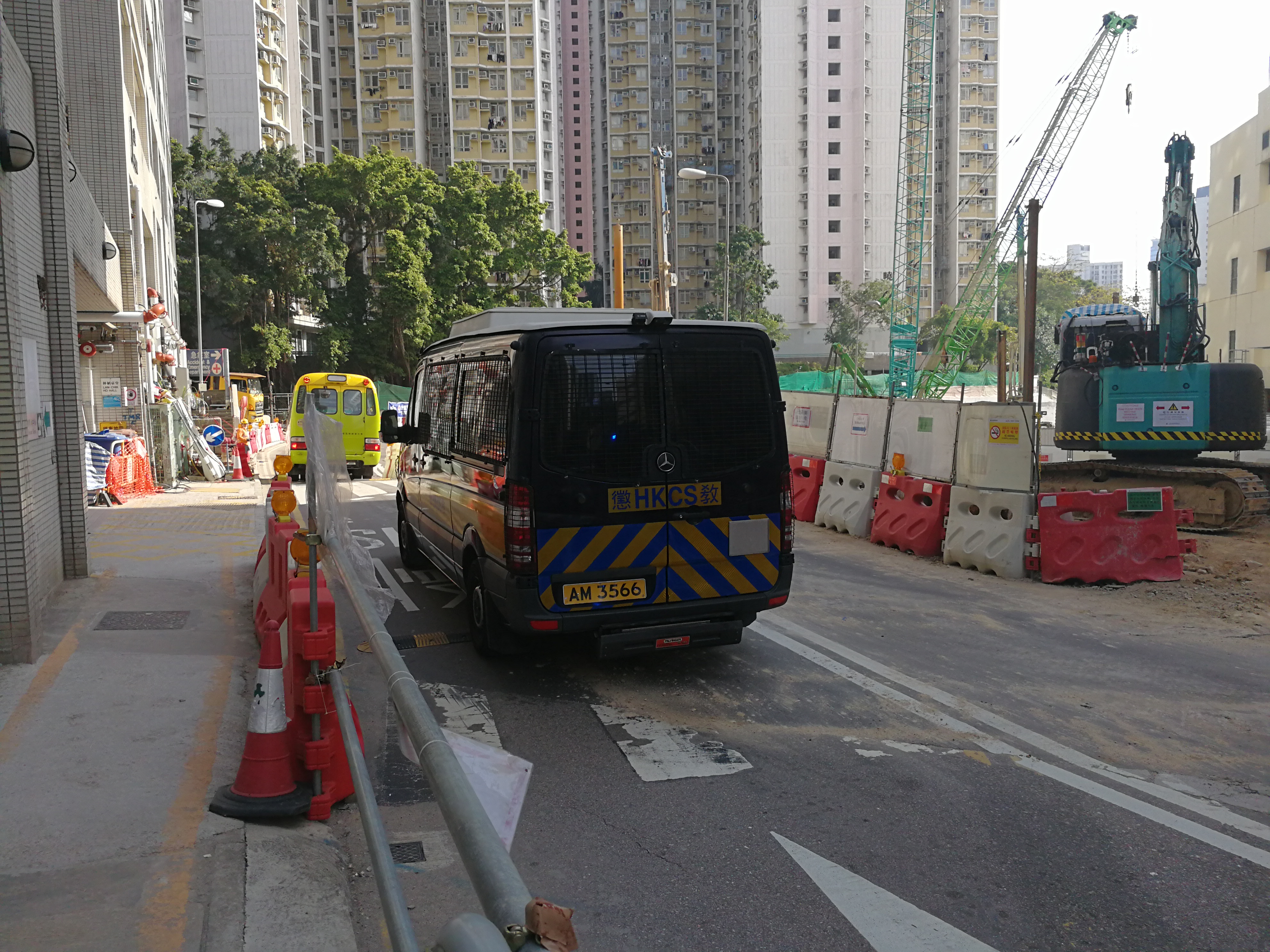
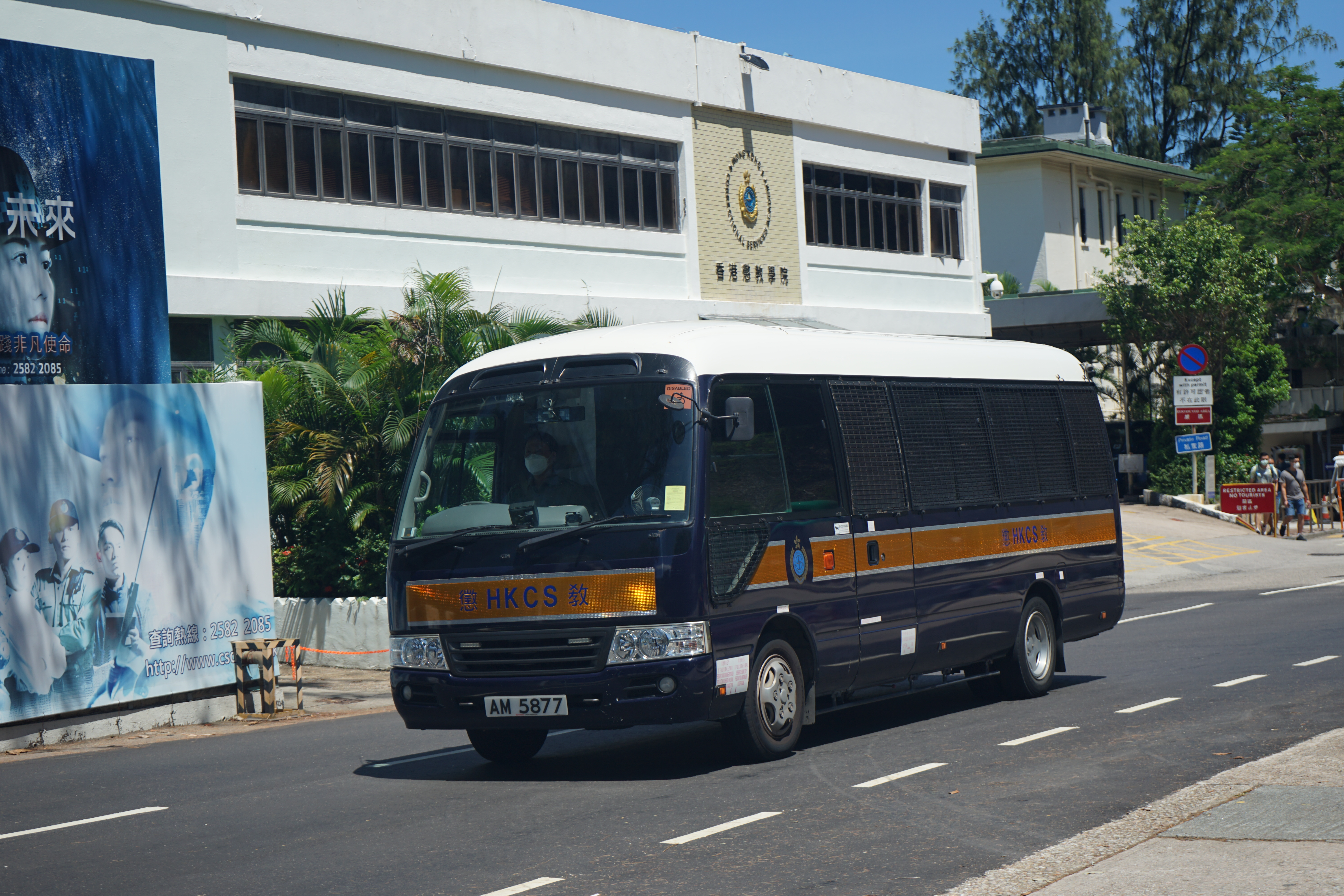
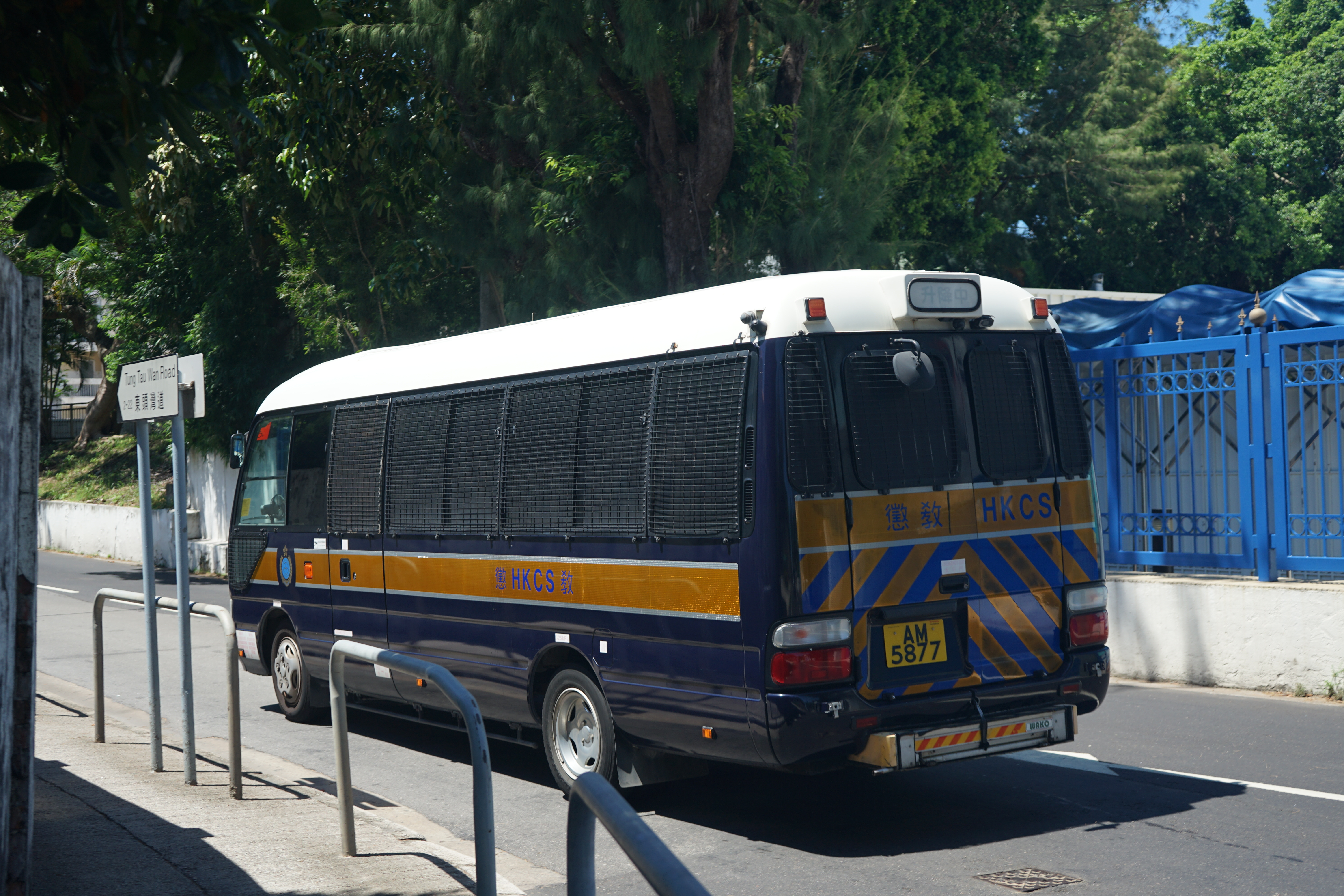
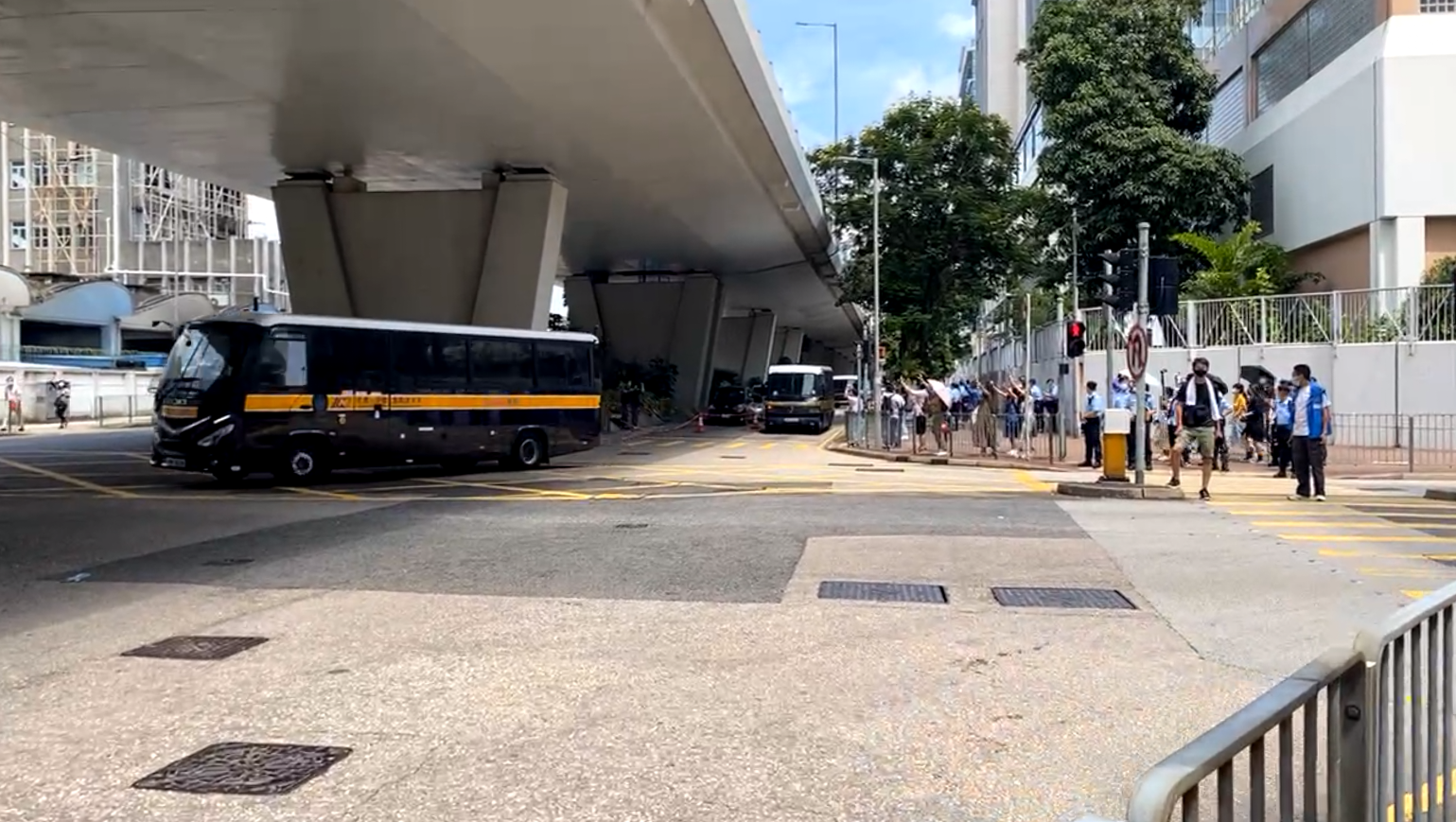
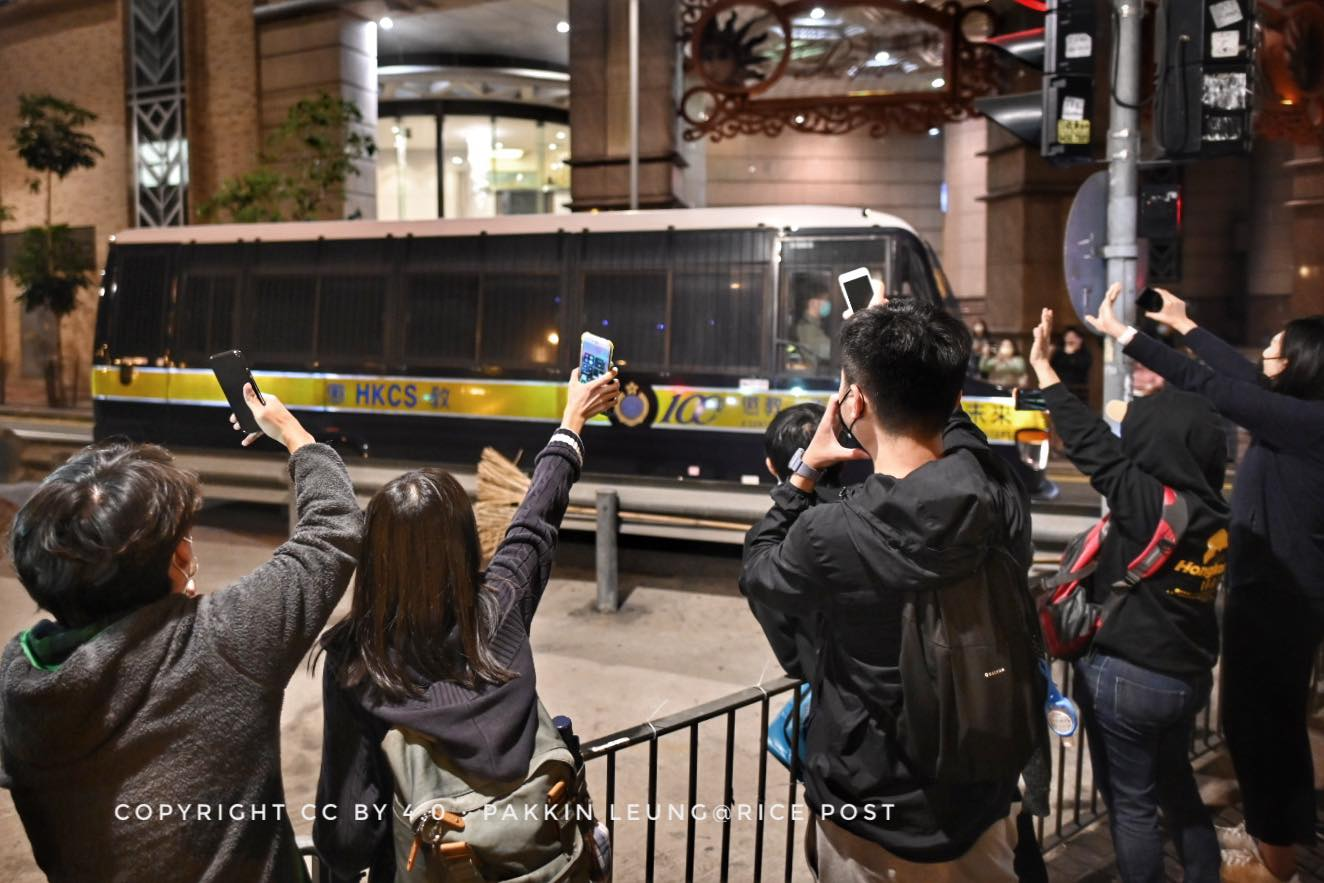
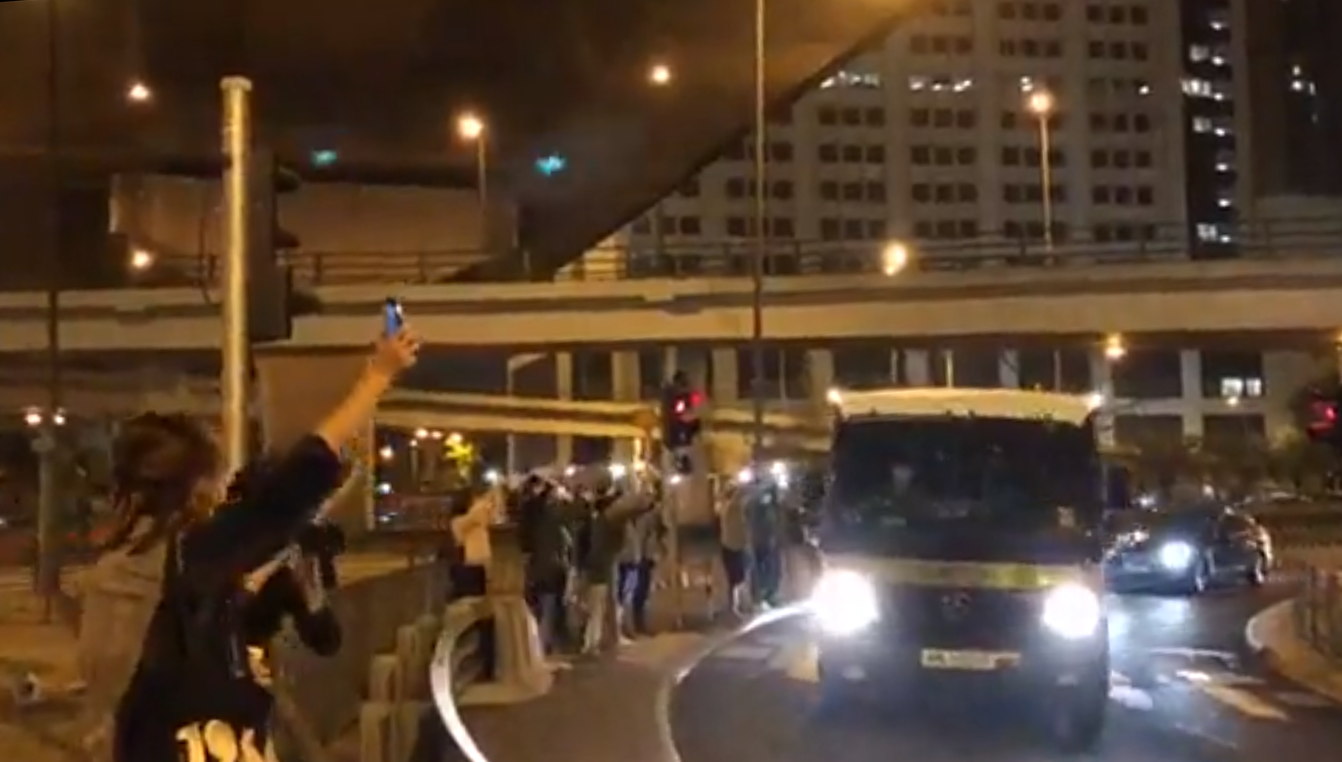
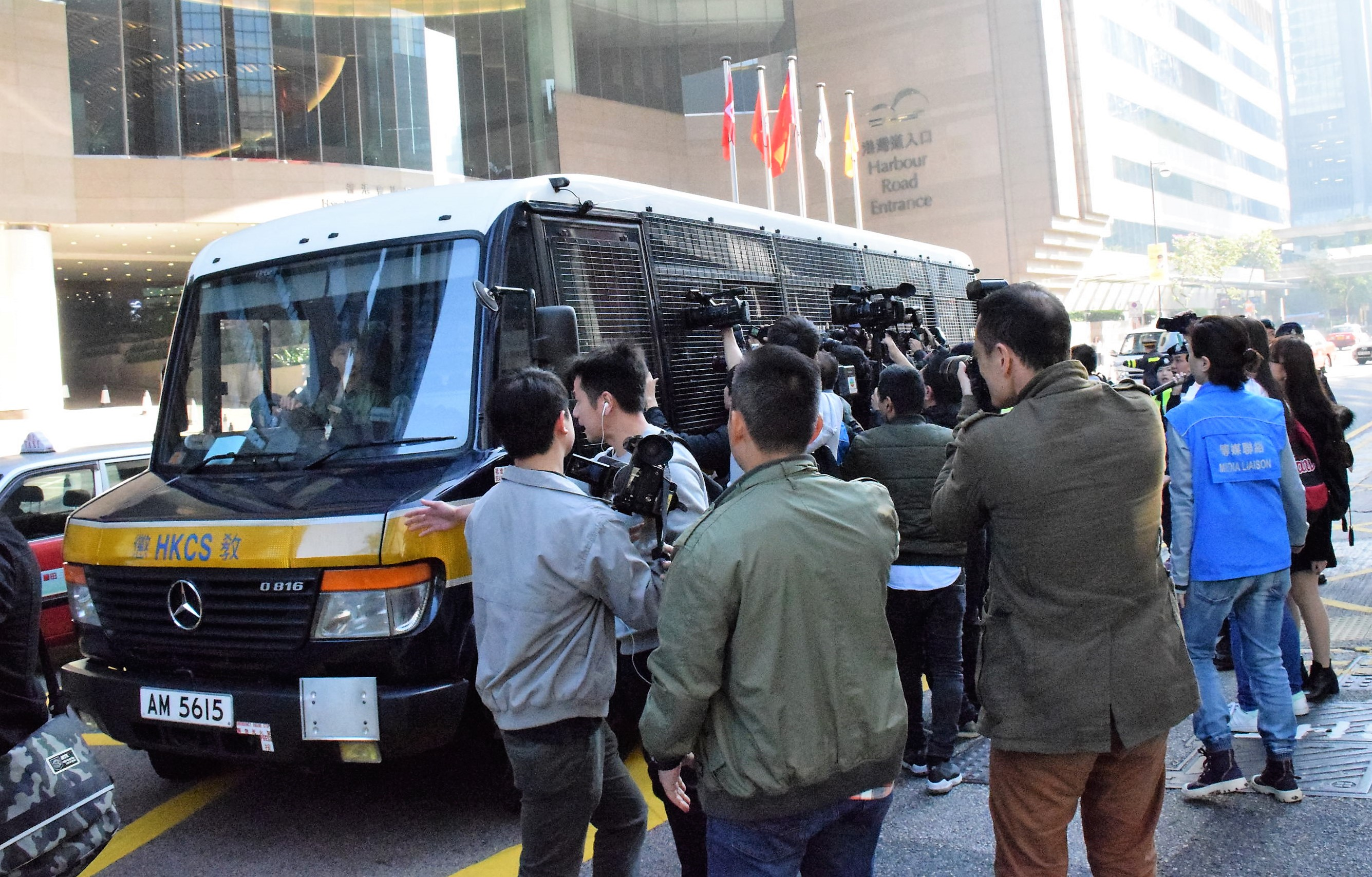
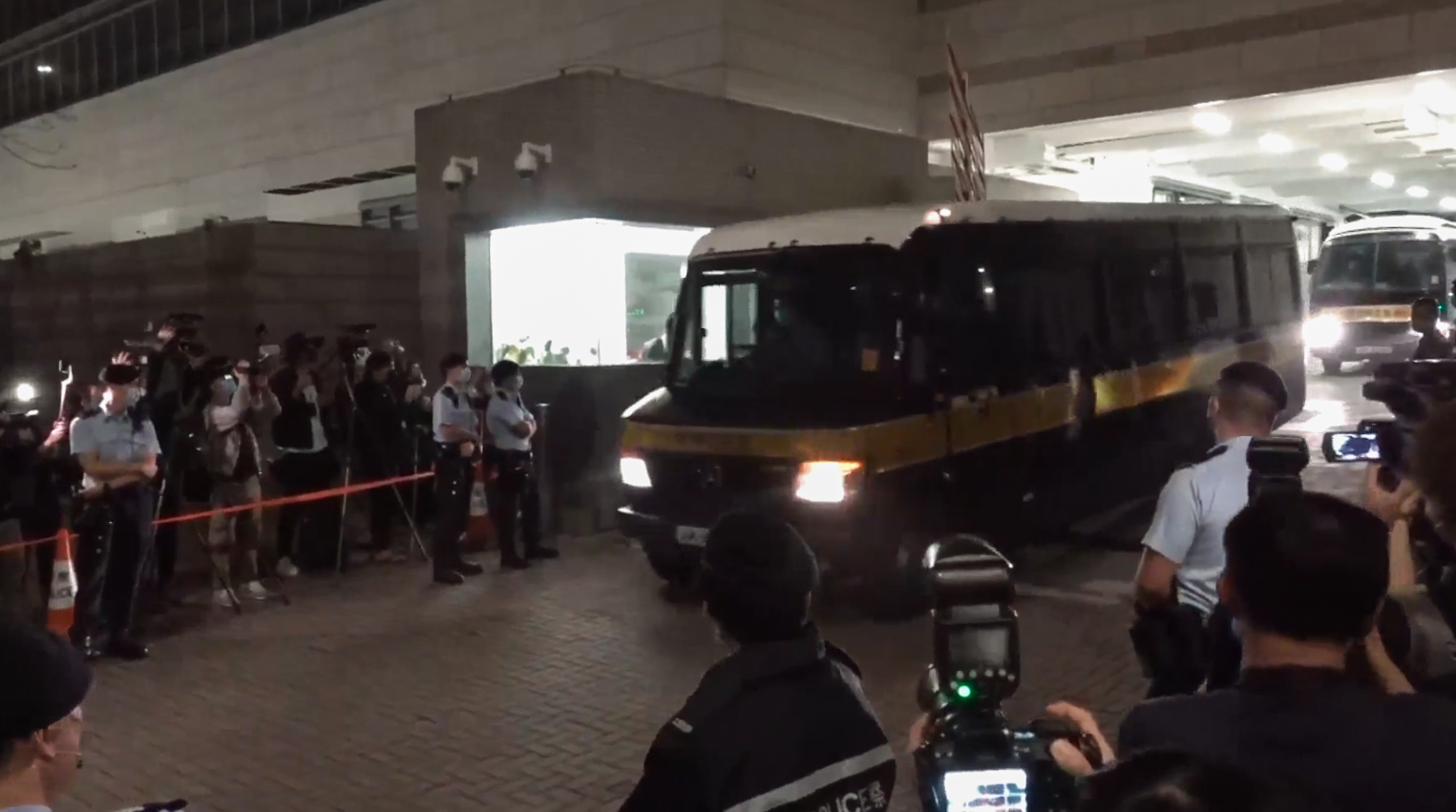
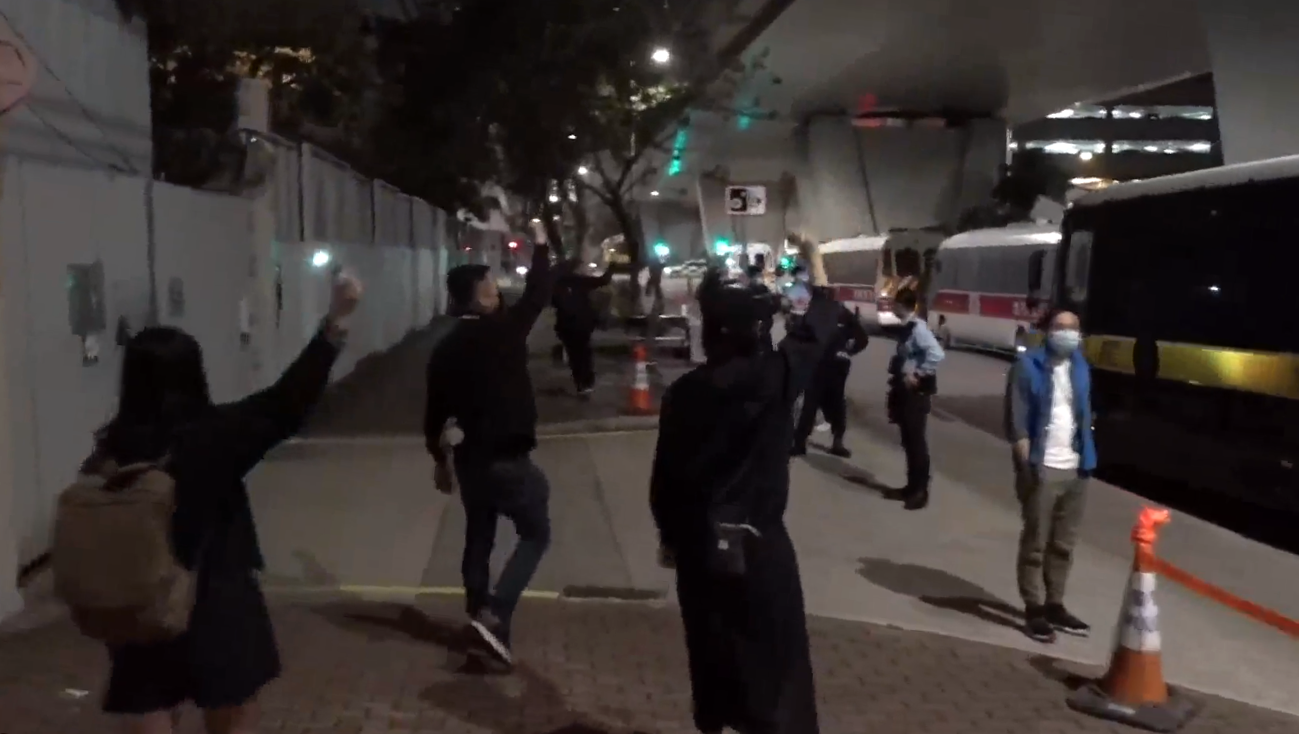
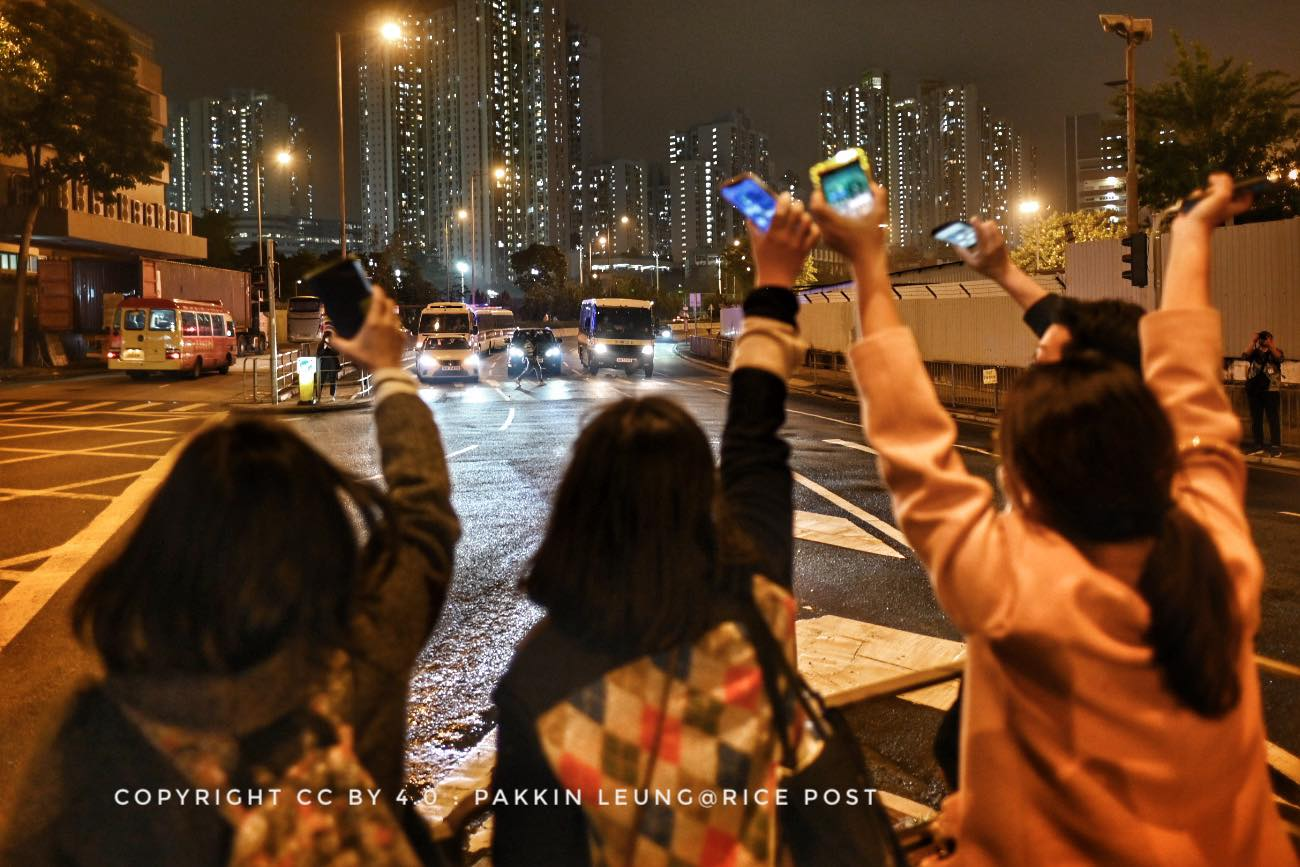
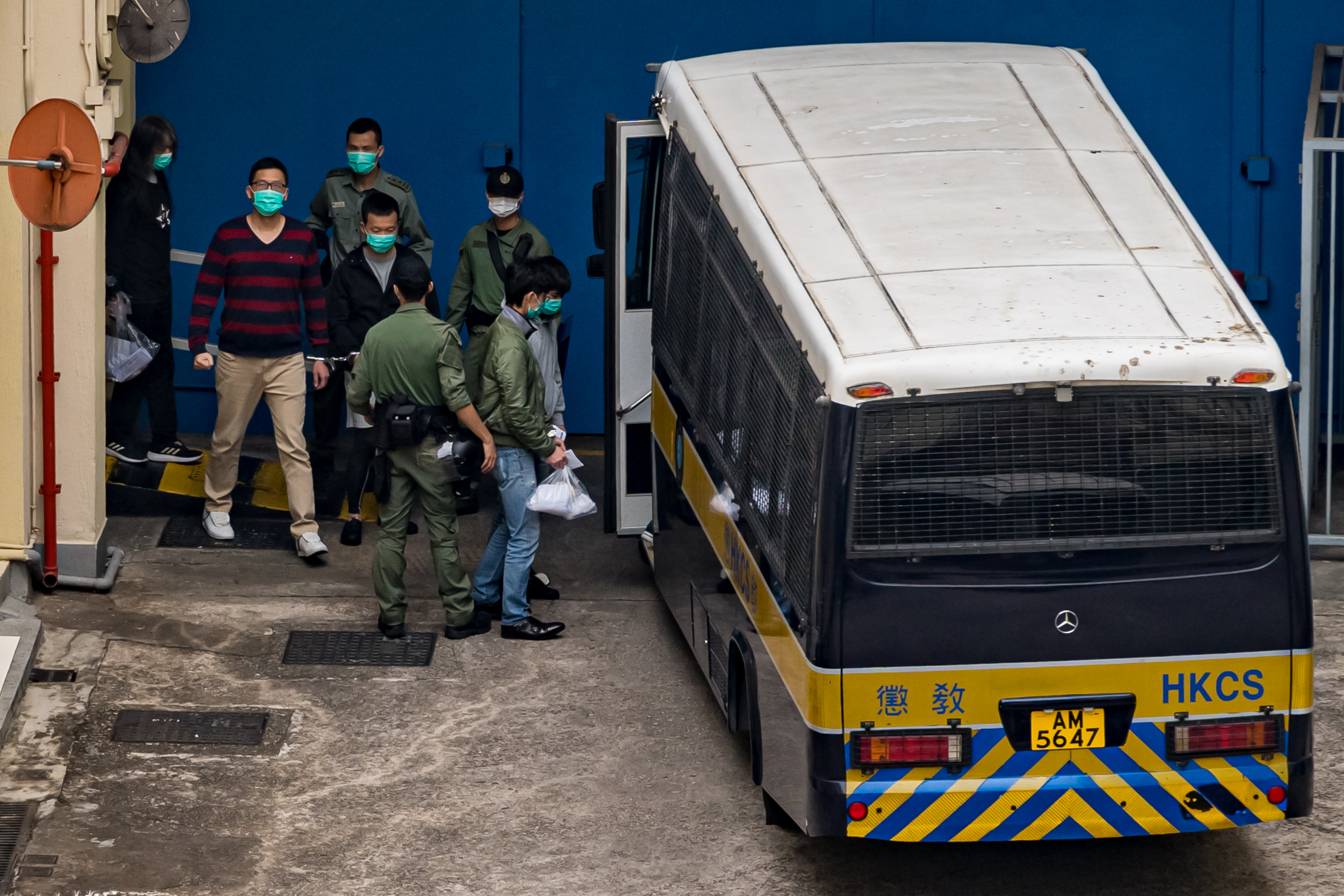
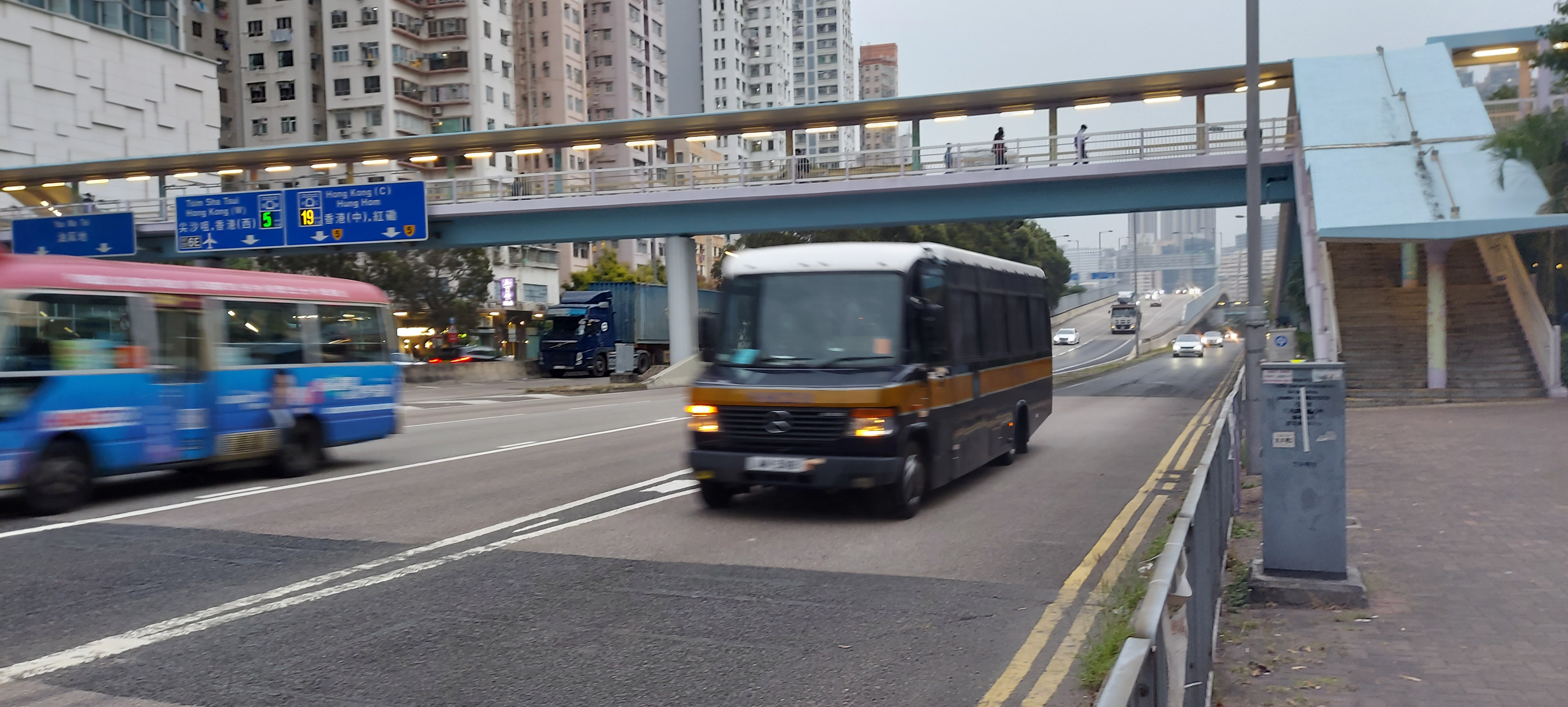
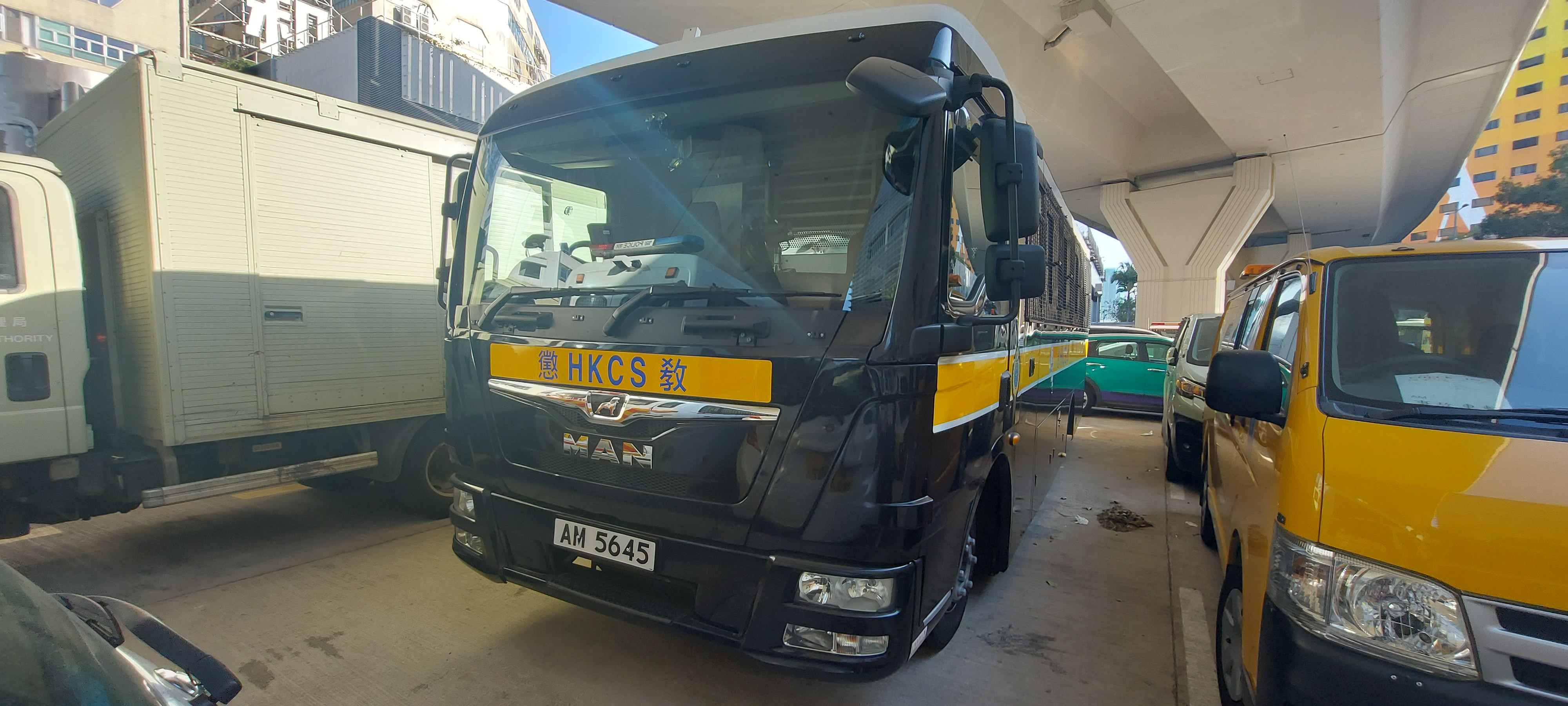
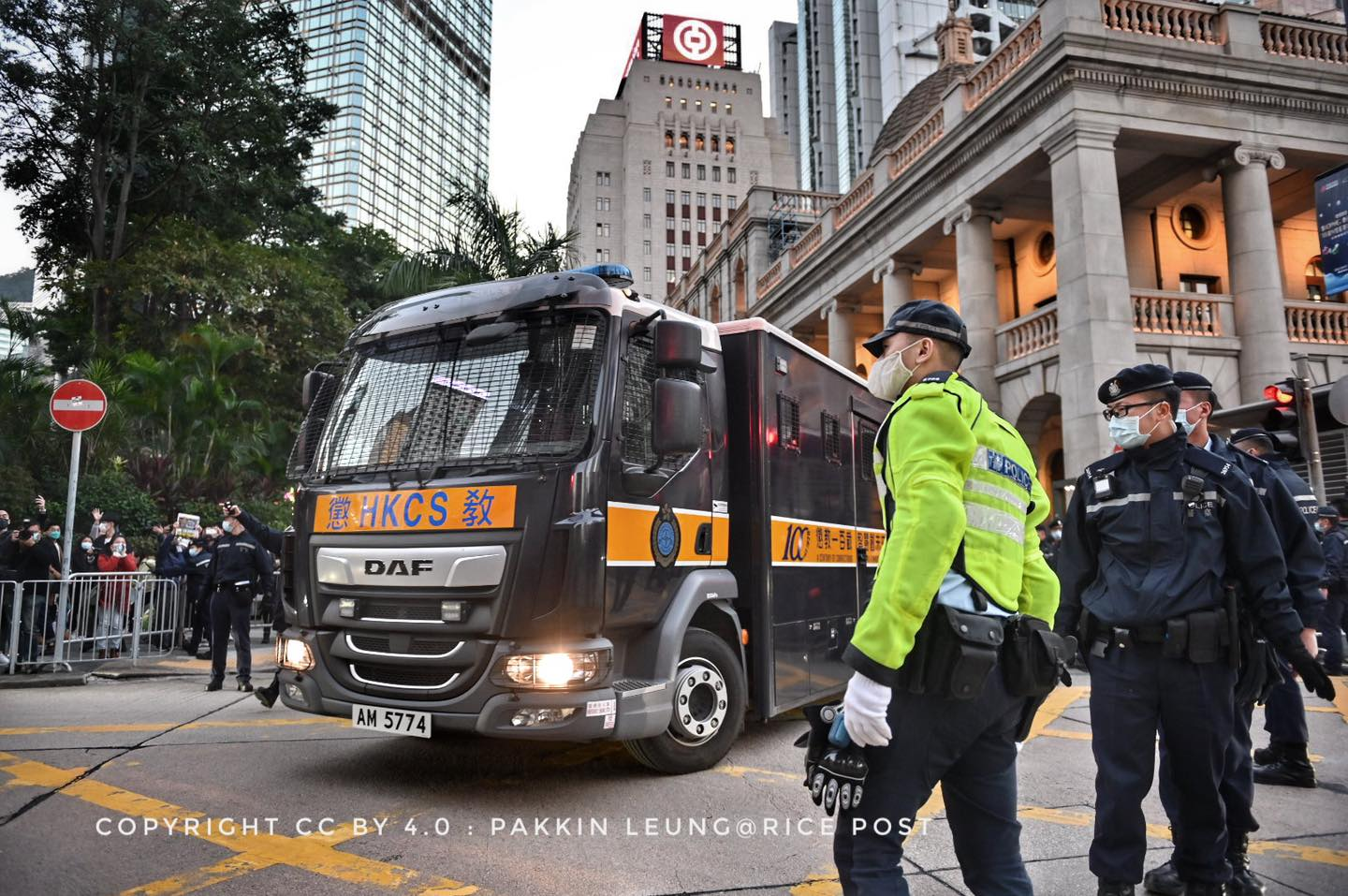
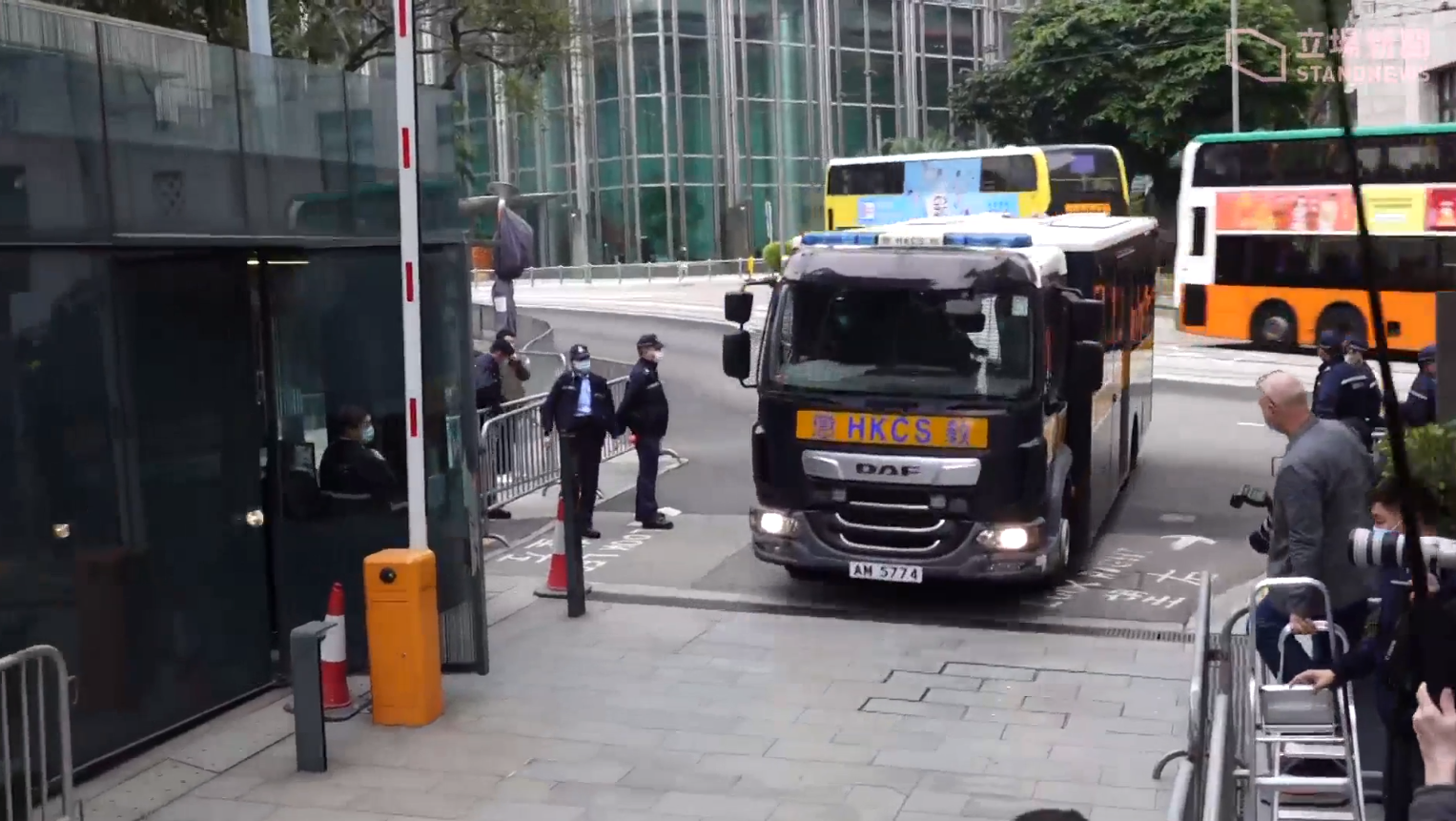
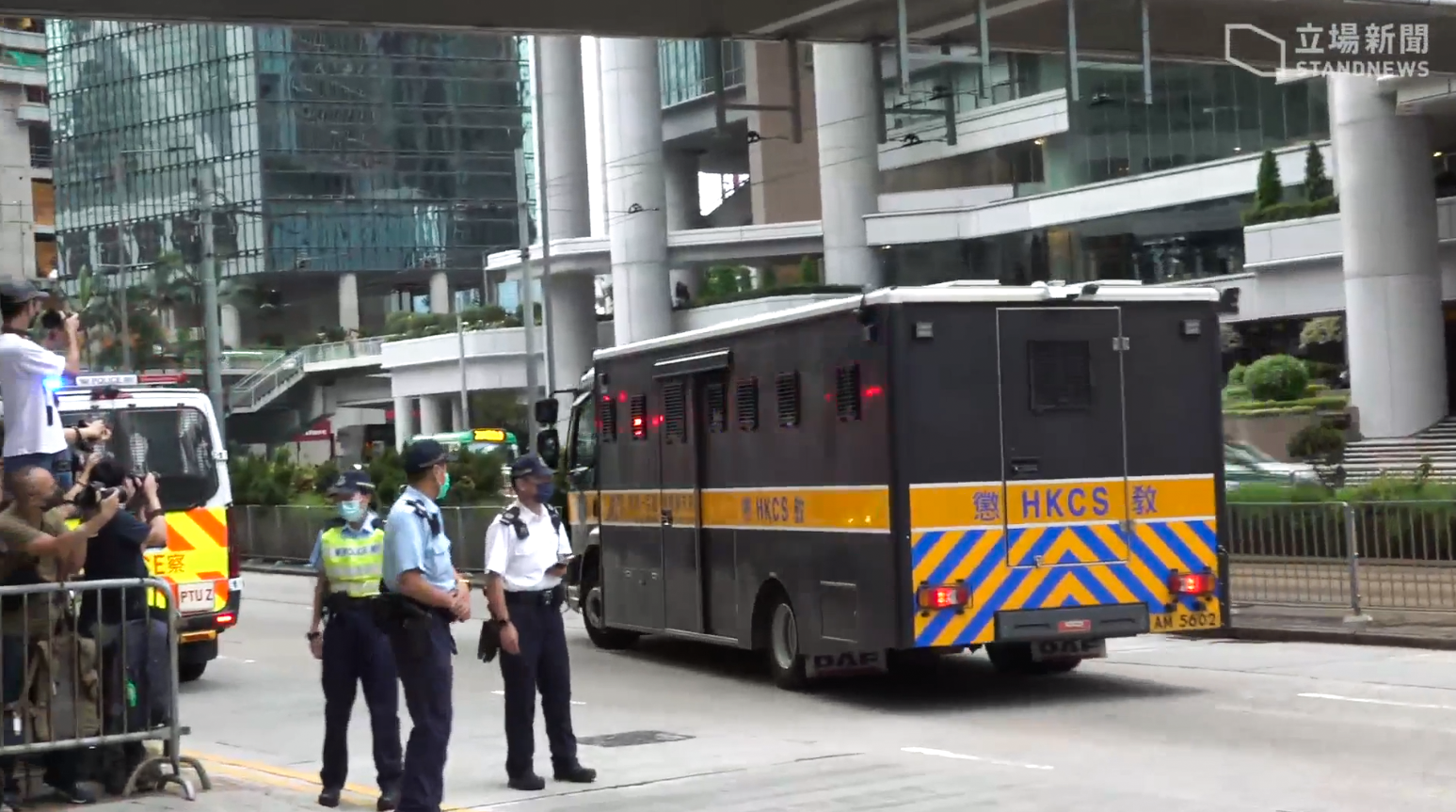
懲教署新款鐵甲威龍囚車
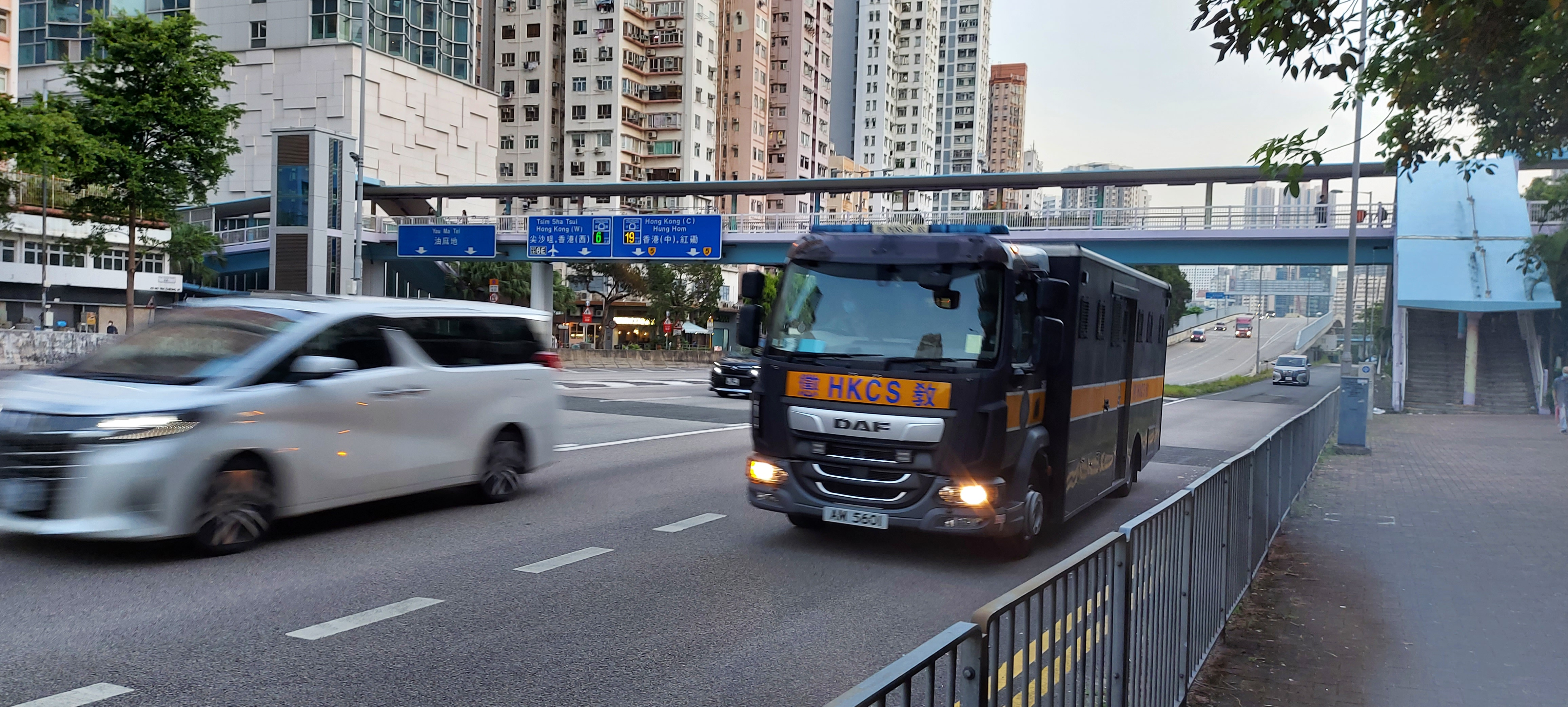
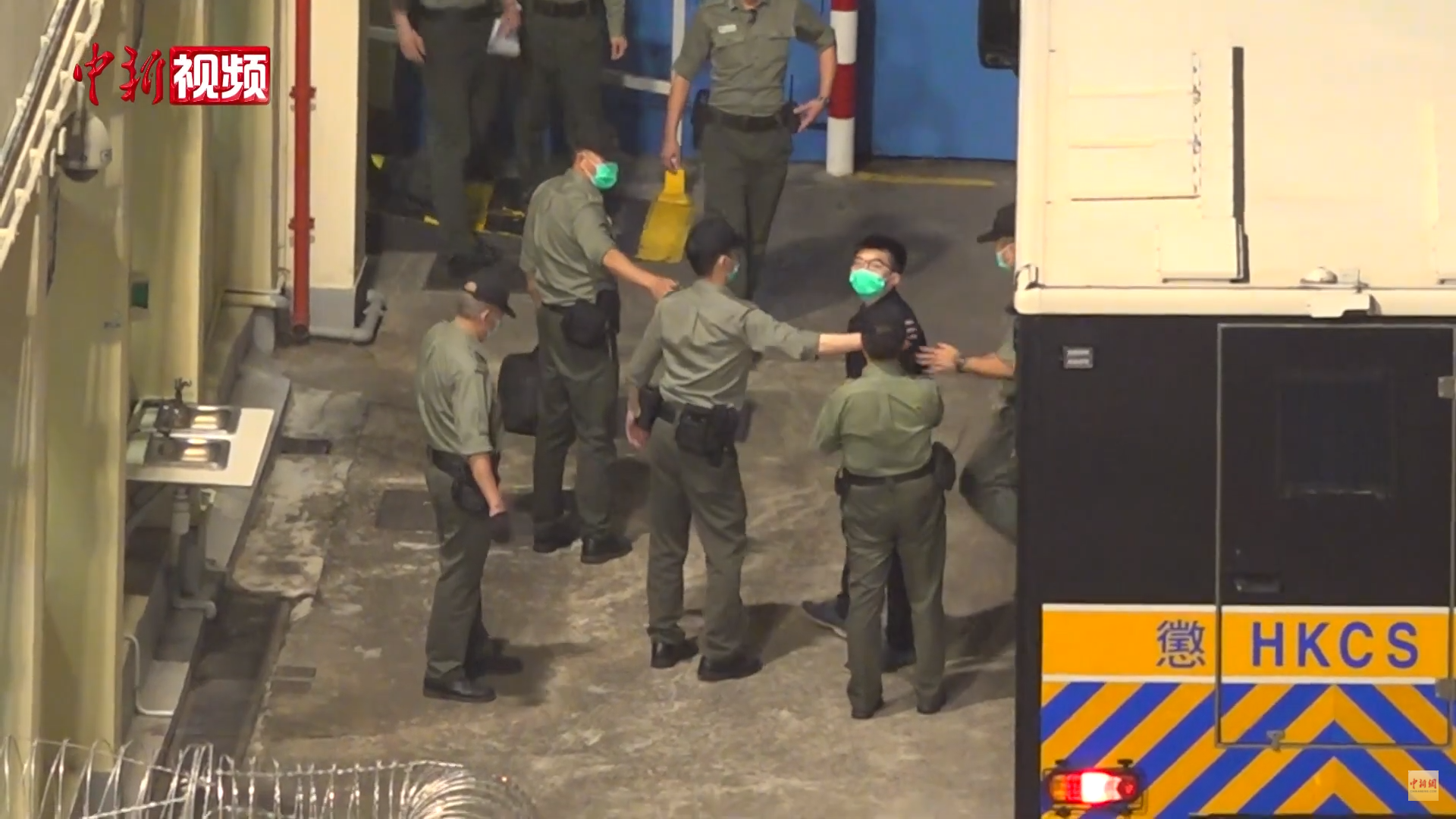
鐵甲威龍車尾

## 船隻

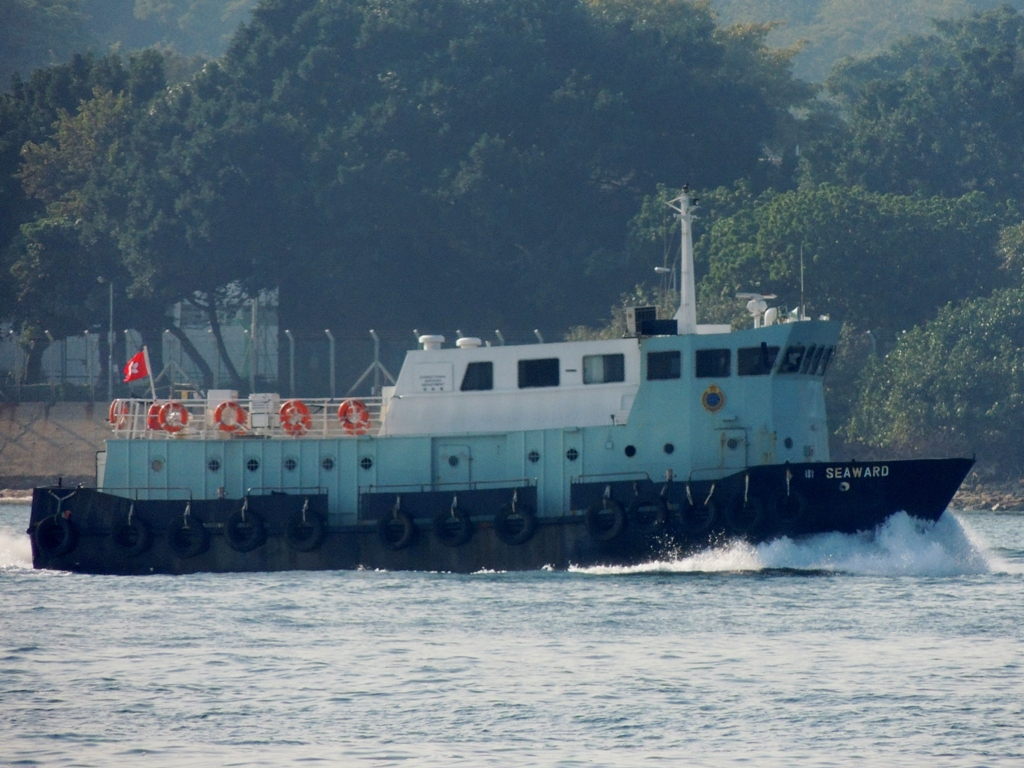
善衛號

懲教署船隊由兩艘組成，分別為善衛號和善美號。船隊日常主要負責押解在囚人士、運送懲教人員、文件和物資等來往離島懲教院所與昂船洲政府船塢再以懲教署車輛往返市區的懲教院所及懲教署總部。在發生緊急事故時，船隻亦會運載人員及裝備為增援用途。
- 新善衛號（Seaward），於2019年投入服務，新船的性能和設備均有多方面的提升，配合實際運作需要之餘，亦大大加強押解及運輸職務的成本效益，當中包括增加可運載在囚人士的數量至60人、增設獨立囚室（當中包括殘疾人士設施）、加設發電機、閉路電視系統及電鎖等。上述的設備不但體現無障礙管理及加強運載須隔離囚禁的在囚人士的能力，更能提高船隻穩定性及強化押解的安全。航速方面的提升，除可增強押解效率，在發生緊急事故時，亦能快速趕抵現場增援。
- 善美號（Seaway），於1996年投入服務，可以押解40名在囚人士、10名懲教人員和4名船員；前半大型甲板可以供予運載大型設備和物資。現時，善美號運載押解的主要為女性在囚人士和青少年所員。
- 善衛號（Seaward），於1993年投入服務，可以押解56名在囚人士、16名懲教人員和4名船員；設有兩層船艙，第1層設有兩個主艙室和4個獨立囚室。船艙的保安設計比較嚴密，是唯一可以用作押解屬於高度保安級別的甲類在囚人士（即被判刑12年或以上）及需要隔離囚禁的在囚人士的船隻。第2層設有一個艙室，用作運載懲教人員和訪客。現時，善衛號押經服役26年並於2019年5月被「新善衛號」取代解的主要為男性成年在囚人士。

## 嘉許
在香港授勳及嘉獎制度下，香港懲教署的各級人員按其級別、資歷及功績，可獲特區政府頒授不同等級的勳章、獎章或嘉許。其中香港懲教事務卓越獎章頒授予海關首長級官員，香港懲教事務榮譽獎章頒授予各級紀律部隊人員。品行及表現良好的紀律部隊人員，在服務滿18年後，可獲頒香港懲教事務長期服務獎章，至25、30及33年，則可分別獲頒第一加敘勳扣、第二加敘勳扣及第三加敘勳扣。
| 中文名稱                           | 英文名稱                                                        | 縮寫  | 綬帶 |
| ---------------------------------- | --------------------------------------------------------------- | ----- | ---- |

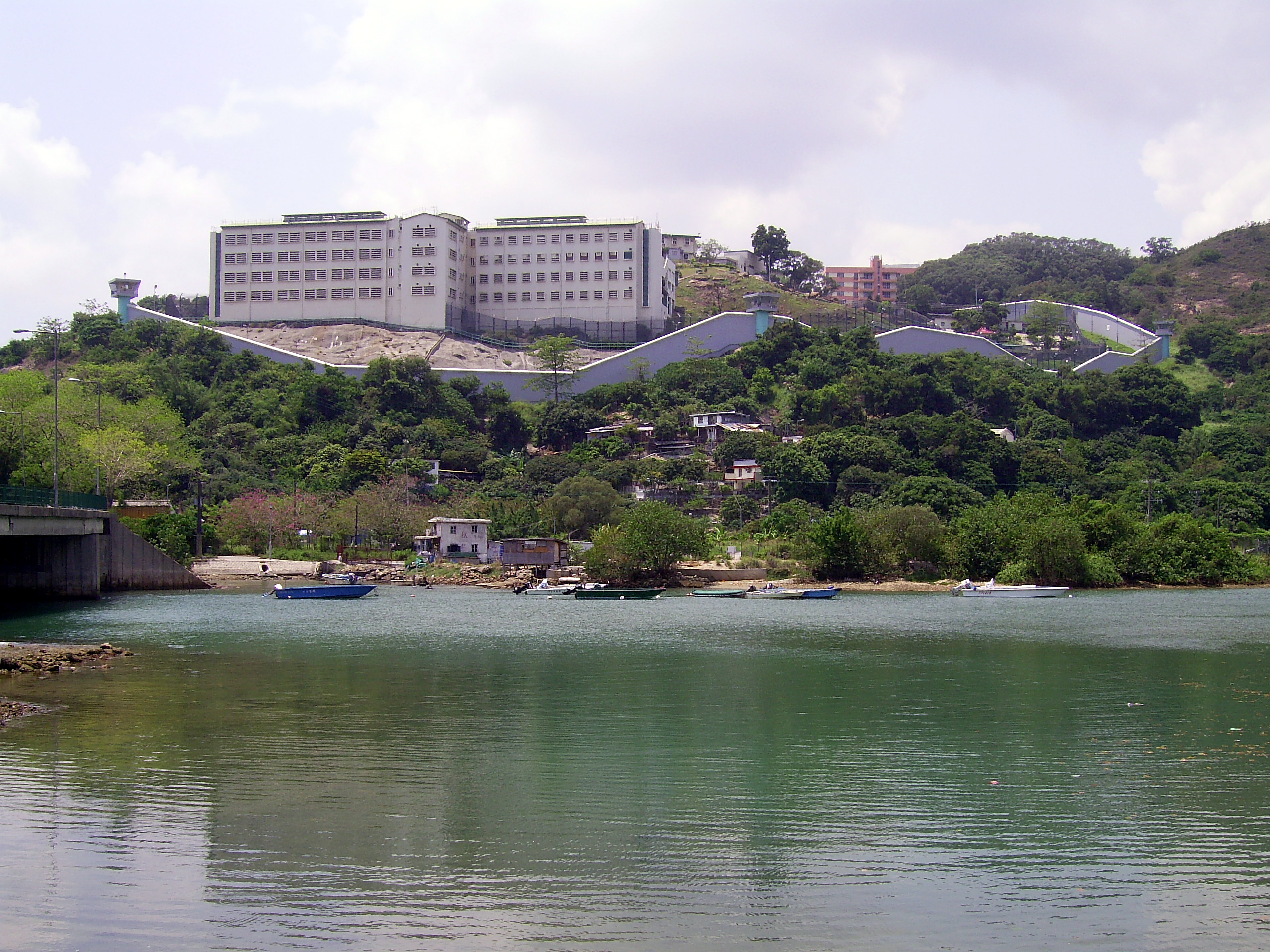
小欖精神病治療中心

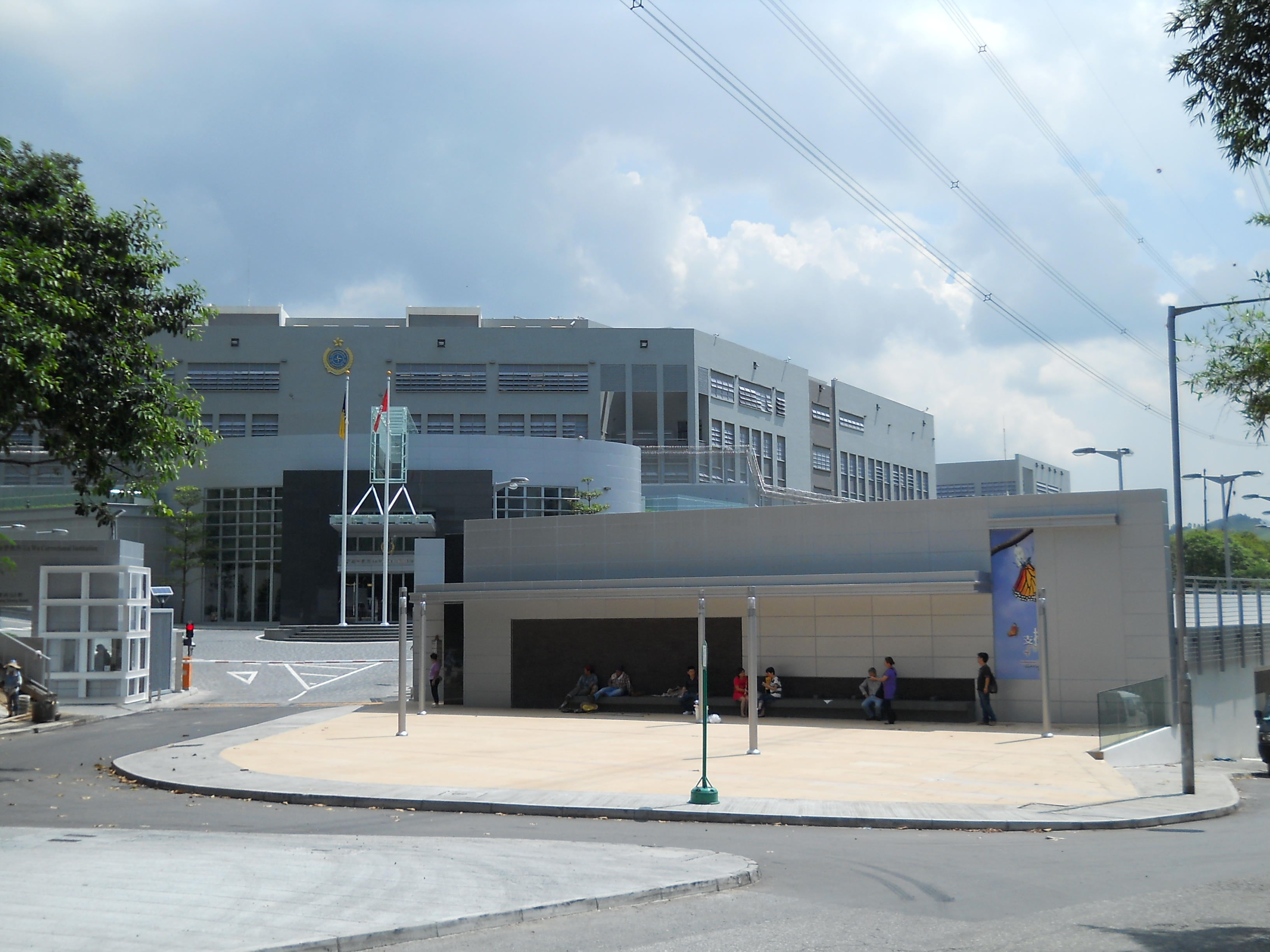
羅湖懲教所

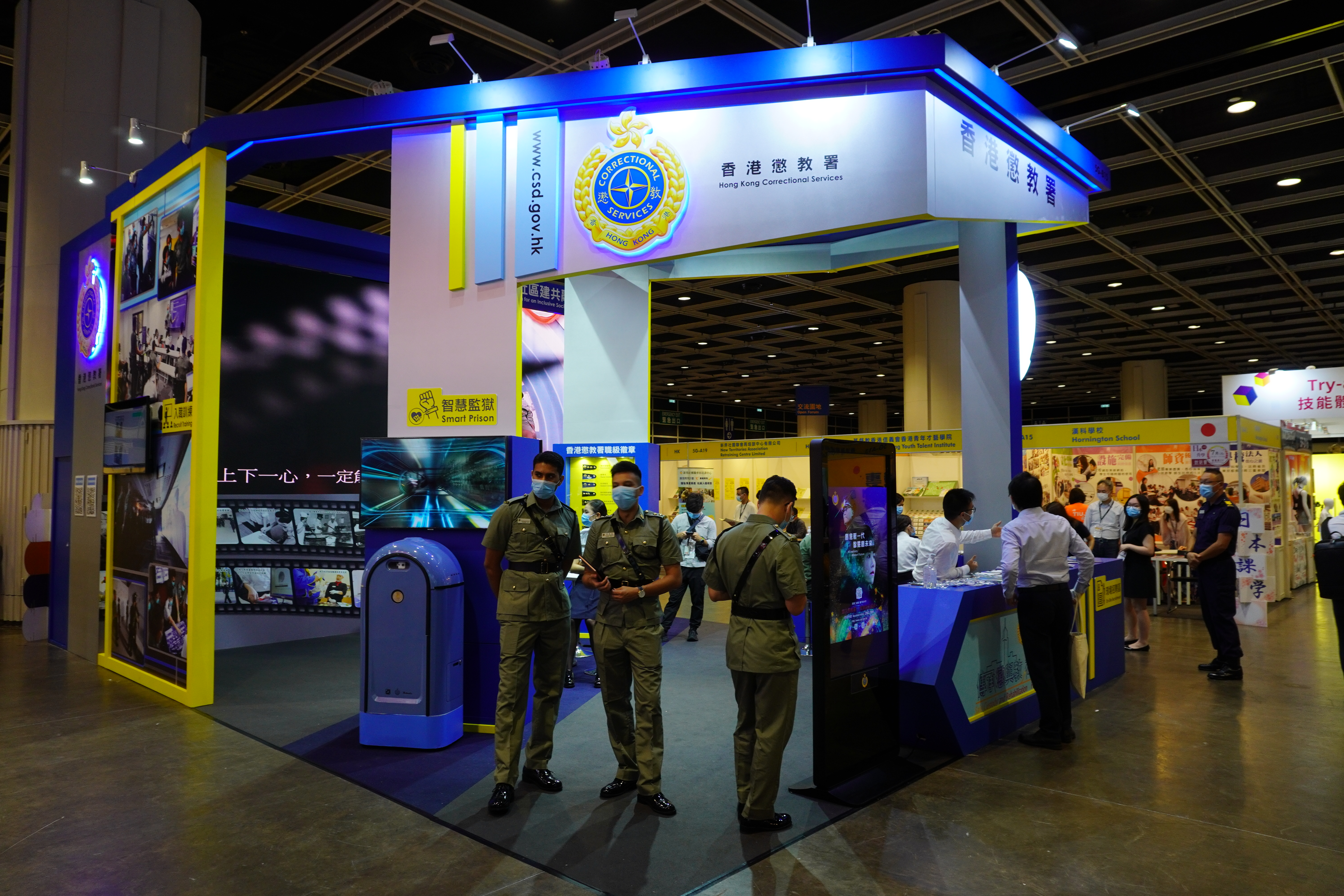
懲教署人員參與2021年的教育及職業博覽

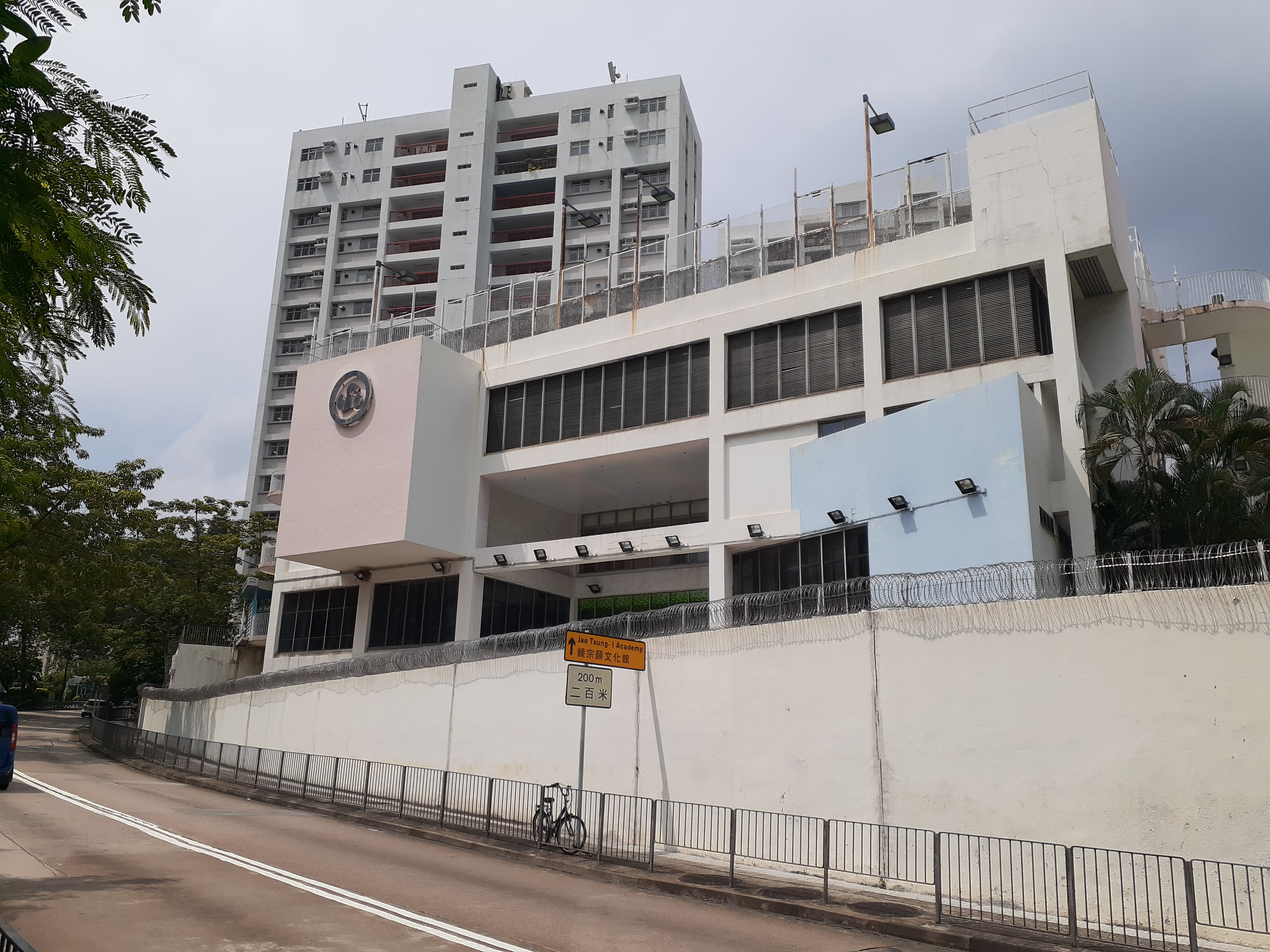
懲教署職員會所

| 香港懲教事務卓越獎章               | Hong Kong Correctional Services Medal for Distinguished Service | CSDSM |      |
| 香港懲教事務榮譽獎章               | Hong Kong Correctional Services Medal for Meritorious Service   | CSMSM |      |
| 香港懲教事務長期服務獎章及加敘勳扣 | Hong Kong Correctional Services Long Service Medal and Clasps   |       |      |

## 社區教育
近年懲教署的工作不再局限於在囚人士的羈管及更生，透過更生先鋒計劃進行社區教育，向青少年宣揚「奉公守法，遠離毒品，支持更生」的信息，從而為減少罪案出一分力。
懲教署在2014年舉辦了多項持續進行的社區推廣助更生工作宣傳活動，包括與十八區分區撲滅罪行委員會合辦的助更生地區宣傳、在囚人士感恩周、非政府機構論壇、懲教更生義工團義工頒獎禮等。
為更有效發展社區教育服務，懲教署自2008年起將不同的公眾教育活動整合為「更生先鋒計劃」，服務涵蓋一系列活動包括「教育講座」、「面晤在囚人士計劃」、「綠島計劃」及參觀懲教博物館及青少年座談會等。並於2008年5月22日，舉行了一個「更生先鋒計劃」開展禮暨青少年座談會。
「更生先鋒計劃」通過一系列的教育講座及參觀活動，向青少年灌輸正確的價值觀，使他們成為奉公守法及有責任感的良好公民，同時向青少年宣揚遠離毒品及支持更生的信息。而在2014年，超過25,000名學生透過該計劃參加下列多項活動。
- 教育講座 : 懲教署會安排職員到參與計劃的學校或機構提供教育講座，旨在為參加者對香港刑事司法體系及懲教署的羈管工作和更生服務有基礎的認識，激發參加者明白犯罪的嚴重後果及需要付出的代價，讓他們有所警惕。[來源請求]
- 面晤在囚人士計劃 : 活動安排參加者前往不同的懲教院所探訪，參觀院所內的設施，並了解在囚人士的生活。參加者更會與在囚人士面談，從而激發他們思索犯罪的後果，在態度和行為上產生改變。現時共有11所懲教院所參與「面晤在囚人士計劃」，包括歌連臣角懲教所、沙咀懲教所、大潭峽懲教所、勵敬懲教所、塘福懲教所、白沙灣懲教所、壁屋監獄、大欖懲教所、東頭懲教所、勵志更生中心及羅湖懲教所。[來源請求]
- 綠島計劃 : 有關活動透過安排參加者前往喜靈洲的戒毒所設施，向參加者宣揚禁毒信息，同時讓他們了解到保護社會環境的重要性。參加者亦會與戒毒所所員面談，有助於啟發參加者反思吸毒的禍害。為進一步宣傳抗毒訊息，特別是濫用精神科藥物的嚴重後果，參加者會參觀「綠島計劃資源中心」內展示有關毒品樣本及吸食不同毒品的工具。[來源請求]
- 參觀香港懲教博物館 : 藉著導賞服務，參加者參觀香港懲教博物館，了解懲教工作的歷史與發展、完善的更生服務及多元化的社區宣傳工作，呼籲各界支持更生工作。為突顯懲教署的更生服務，在博物館設立副館，以展示更多有關更生服務的資訊。[來源請求]
- 教育專業人員參與面晤在囚人士計劃 : 懲教署積極主動向學校及教育專業人員推廣「更生先鋒計劃」的活動，透過邀請教育專業人員參觀懲教設施和與在囚人士面談，讓他們對「更生先鋒計劃」的理念和目的有更深入的認知，促使他們在日後安排及鼓勵更多學生參加「更生先鋒計劃」的活動。[來源請求]
- 青少年座談會 : 為中學生有機會與改過自身的更生人士互動，討論犯罪和吸毒的嚴重後果，本署會定期舉辦青少年座談會，旨在加強更生先鋒對奉公守法的意識，面對誘惑時，能審慎及理性作出抉擇的重要性。座談會透過話劇形式加強與參加者的互動，實況話劇講述一位更生人士誤入歧途，及後在重新融入社會路途上的掙扎過程，還有暴風少年如何面對毒品的誘惑，並即場邀請出席學生作角色扮演及參與話劇中的討論環節，以增強互動效果。透過學生代入劇中不同的角色，以體現劇中不同人物的內心掙扎，令學生明白吸食毒品和犯罪所帶來的嚴重惡果，從而對人生作出正確決定，亦讓他們了解更生工作的意義和重要性，鼓勵他們支持和接納更生人士重投社會。[來源請求]
- 延展訓練營 : 懲教署於2012年7月當正式開展「更生先鋒計劃延展訓練營」，藉著連串的訓練提昇參加者的領導才能、紀律和團隊合作。為期三日兩夜的訓練營分別於懲教署職員訓練院和喜靈洲島上進行。活動的目標有下列三項:

1. 協助提昇自信，建立正面的自我形象，從而提昇他們的抗逆能力；[來源請求]
2. 鼓勵參加者在日後能更主動積極參與社區事務；[來源請求]
3. 加強參加者對懲教署工作和服務的了解。[來源請求]

- 創藝展更生 : 為取得更多的社會支持，懲教署自2013年4月起安排中學生及教師到懲教院所參與在赤柱監獄舉行的一項名為「更生先鋒計劃」之「創藝展更生」音樂話劇匯演的活動。透過在赤柱監獄內的一班甲級在囚人士參與話劇及音樂表演，啟發學生了解懲教署的多元化更生服務及其成效。更能啟發他們從另一角度認識在囚人士，讓他們明白和認同支持更生的重要和社會共融的意義。[來源請求]

## 爭議

### 香港囚犯人權爭議
近年香港有媒體報導，香港在囚人士被懲教署職員不人道對待的事件，當中包括濫用私刑及侮辱囚犯等指控。
2024年1月曝光了1單私刑案件，1名18歲還押在囚人士遭人以木棍捅肛門，導致肛裂、直腸破洞，須接受直腸手術。警方調查後拘捕6名男子，當中5男依次為報稱公務員的譚力翀，以及報稱無業的囚犯李梓睿、何力桓、李宇軒及林承蔚，5人被控一項「有意圖而傷人罪」（案件編號：KTCC127/2024） ，指他們於2023年年12月26日在壁屋懲教所意圖使趙姓事主身體受嚴重傷害。控方案情提到，事發當日譚力翀涉嫌與另外4名被告，跟隨事主到沒有閉路電視覆蓋的梯間範圍，然後要求他脫褲。事主被制服後，譚力翀以木棍捅向其肛門，導致事主肛門嚴重受傷流血；據報，事主被送院救治後，驗出肛門撕裂及直腸穿孔，須進行直腸手術和安裝人工造口，醫生指傷害為永久性。觀塘裁判法院裁判官劉綺雲應控方要求，押後案件至2024年4月22日再訊，並拒絕首被告的保釋申請。

### 2019冠狀病毒病口罩爭議
於2019冠狀病毒病疫情期間，香港市民對口罩需求大增，而懲教署轄下的羅湖懲教所設有全港唯一一間口罩工場，有市民希望政府派發「CSi口罩」（即懲教工業生產的口署）為市民解困，惟政府未有回應。反而，其後有市民發現有人戴上、送禮或出售來歷不明的CSi口罩，亦有人在屯門公園拍攝到跳舞大媽亦戴着CSi口罩。《立場新聞》曾經引用《公開資料守則》協助市民追問政府CSi口罩的生產和分配數據，但政府以「損害採購時的議價能力」及屬《公開資料守則》豁免「第三者資料」的理由，拒絕公開資料，結果備受批評。公民黨立法會議員郭家麒又提及在內地有CSi口罩出售，批評是「離晒大譜」。其後本土研究社追查CSI口罩去向，批証政府濫用《公開資料守則》豁免理由隱暪防疫資訊。

### 監房環境和待遇爭議
有在囚的親友表示，懲教署指定的款式日用品或零食規定嚴謹，市民難以購買。以驅蚊貼為例，在兩間香港主要便利店、三間超級巿場都沒有出售。「M&M's」朱古力亦規定要40克裝，市面出售的37克裝不符合要求。「祝君早安」毛巾更要「AA0008BY」厚度才及格。
2021年5月，熱夜數目打破近140年紀錄。關注囚權組織「石牆花」指出目前監房猶如蒸籠，已成人道危機，要求署方進行多方面改善，包括倉內增設強力抽風設備，容許家屬購入防中暑物資、監獄提供凍水飲用和增加囚友洗澡次數等，截至2021年5月22日晚上11時，已經有逾9萬人聯署。而家屬亦批評單人倉內沒有提供風扇，因民主派初選被捕的尹兆堅，因酷熱天氣而生熱痱，身體出現一撻撻紅腫。懲教署沒有正面回應，只稱有措施改善空氣流通。署方亦無回應在囚者及職員中暑個案。立法會前議員邵家臻批評懲教署冷處理，沒有考慮在囚者的遭遇。

### 匿稱生產紀念品並公開出售
2023年6月，網上瘋傳一款印有懲教署徽章的「小欖精神病治療中心出院留念袋」圖文，帖文聲稱使用後「同事對我都是客客氣的，坐地鐵和巴士都有人主動讓座，行街左右兩邊都有警察尾隨護送」。有關圖文就獲得大量轉載及討論，更有網民詢問如何購買、團購等。
懲教署表示，從未生產該布袋，亦未授權任何人使用懲教署徽章生產該產品，已將個案轉交相關執法部門跟進調查。
由於事件關乎精神病患者，平機會回應指，任何針對精神病患者和康復者的負面言論，包括開玩笑、帶侮辱性的言論皆不恰當，特別是本港近日發生個別關注精神病患者的事故，相關言論無助大眾了解精神病患。針對精神病患者和康復人士作出冒犯和侮辱的言論，或藉公開言論/活動煽動對有關人士的仇視、嚴重鄙視或強烈嘲諷，有可能構成《殘疾歧視條例》下的違法騷擾和中傷行為。

### 越柙
1989年8月，葉繼歡當時正於赤柱監獄服刑，期間他向懲教員訛稱肚痛不適，被押送瑪麗醫院接受治理。留院期間，葉繼歡要求上廁所，但在廁所內執起玻璃樽作武器，衝出指嚇兩名押解的懲教人員並跑向醫院大門，強行登上一輛停在門口的客貨車，挾持司機及其六歲兒子駕車離去。葉繼歡駛至黃竹坑時落車，再轉乘巴士逃去無蹤，銷聲匿跡近兩年。
2023年6月22日凌晨一名64歲男子姓譚的羈留人士於伊利沙伯醫院越柙，該羈留人士早前因非禮其十多歲的孫女、並偷拍孫女的色情照片被還押交由懲教署看管，期間被送往伊利沙伯醫院留醫。至2023年6月22日凌晨4時許，該羈留人士趁懲教職員一時不察，突然掙脫繫在病床的手銬並逃跑，在場懲教人員即時喝止追截，並隨即召喚支援及將事件通知警方。據悉，該羈留人士從醫院逃走，致電家人並聲稱正返回白田邨家中借錢，其女兒大義滅親報警，該羈留人士於2023年6月22日上午5時45分被警方再次拘捕。
2023年11月14日，一名在囚人士於伊利沙伯醫院越柙，該名27歲男性還押在囚人士，於2023年7月因入屋犯法罪而被還押。至周五（2023年11月10日）他因身體不適被轉送伊利沙伯醫院留院接受治療。在2023年11月14日晚上約10時57分，該名還押在囚人士突然掙脫繫在病床的手銬並逃跑，在場懲教人員即時喝止追截及召喚支援，並隨即於醫院附近位置將其捕獲。

### 性醜聞
2023年7月12日爆出部門成立以來的最大性醜聞，1名懲教主任、1名一級懲教助理，及5名二級懲教助理被指控於2023年7月8日性侵及輪姦1名31歲於派對中酒醉的女子，據報導疑犯分別駐守赤柱監獄、石壁監獄及荔枝角收押所。2023年7月13日涉及本案的三名懲教署二級懲教助理黃朝豐(23歲)、鍾皓林(27歲)及麥潤良(31歲)，同被控一項強姦罪（案件編號：KCCC 1847/23），而案中餘下4人正保釋候查，到2024年5月二級懲教助理袁嘉鍾也被起訴相同罪名，但由於女事主不上庭作供，控方只能「不情願地」(reluctantly)對4名被告撤控。裁判官批准撤控，4人當庭釋放。

## 職工會
- 香港懲教人員總工會 　 (Hong Kong Correctional Services General Union)
- 懲教事務職員協會 　 (Correctional Services Officers' Association)
- 香港懲教署懲教助理總會 　 (Hong Kong Correctional Services Department Assistant Officers General Association)
- 香港政府華員會懲教署職員分會組別聯席會議 　 (Hong Kong Chinese Civil Servants' Association Correctional Services Department Branch)
- 懲教署退休人員協會 　 (The Association for the Retired Staff of the Hong Kong Correctional Services Department)

## 相關作品

### 電視劇
- 《五個醒覺的少年》（1995年）
- 《鐵窗邊緣》 ( I, II, III, IV, V ) （分別於 2000、2002、2004、2006、2008年）
- 《再戰明天》（2014年）
- 《廉政行動2024》（2024年）[31]

### 電影
- 《監獄風雲》（1987年）
- 《女子監獄》（1988年）
- 《壹獄壹世界：高登闊少踎監日記》（2015年）
- 《同囚》（2017年）
- 《P风暴》（2019年）
- 《逃狱兄弟》（2020年）
- 《逃狱兄弟2》（2022年）
- 《逃狱兄弟3》（2022年）
- 《女子監獄》（2023年）

### 微電影
- 《真愛》（2017年）
- 《兄弟》（2017年）
- 《代價》（2017年）

## 相關單位
- 香港懲教博物館
- 押解及支援組
  - 懲教緊急應變隊
- 懲教署警衛犬隊

## 外部連結
- 懲教署 （页面存档备份，存于）

| 新頭銜                  | 英屬香港監獄署 | 繼任： · 英屬香港懲教署 |
| 前任： · 英屬香港監獄署 | 英屬香港懲教署 | 繼任： · 香港懲教署     |
| 前任： · 英屬香港懲教署 | 香港懲教署     |                         |